# Église Saint-Jean-Baptiste de Vif
Pour les articles homonymes, voir Église Saint-Jean-Baptiste.
L'église Saint-Jean-Baptiste, également appelée église Saint-Jean ou encore église de Vif, est un édifice religieux chrétien situé à Vif, dans le département français de l'Isère.
Église paroissiale, elle dépend de la paroisse Saint-Loup.

## Localisation
L'église Saint-Jean-Baptiste est située dans le département de l'Isère, sur la commune de Vif, au centre de la vallée de la Gresse, à 16 km au sud de Grenoble. Placée au cœur du vieux centre-bourg de la ville, elle longe le côté nord de l'avenue Rivalta (D1075), à la frontière entre les quartiers vifois dits du « Pied du Bourg » (nord) et de la « Tête du Bourg » (sud).
L'entrée principale de l'église se trouve côté ouest, sous la Tour du Porche.

## Hagiotoponymie
Le saint patron et vocable des lieux, auquel l'église de Vif est dédiée, est Jean le Baptiste.

## Historique

### Le prieuré de Vif

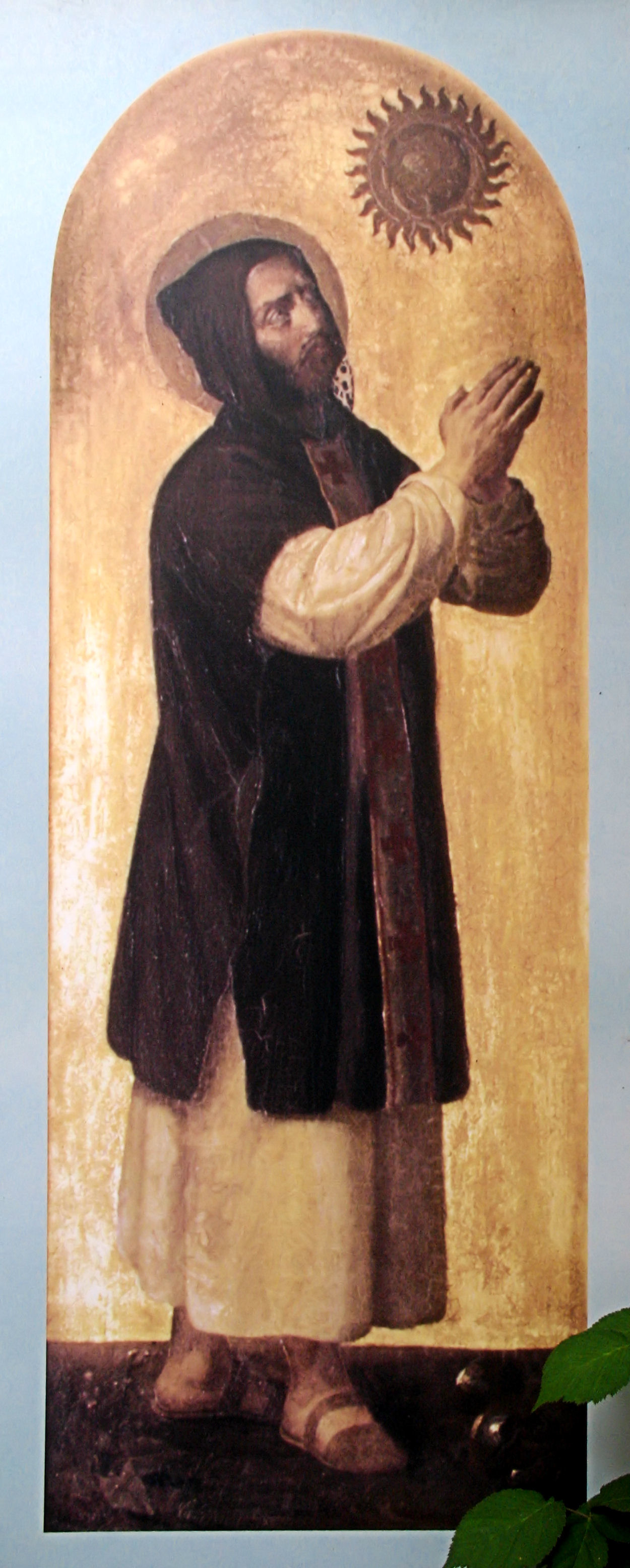
Saint Benoît, fondateur de l'ordre des Bénédictins.

Si des traces d'un lieu de culte dans le bourg de Vif sont attestées grâce à des épitaphes paléochrétiennes remontant aux IIe, Ve et VIe siècles, l'église actuelle tient ses origines du prieuré de Vif, bâti au XIe siècle par des bénédictins assujettis à Saint-Laurent de Grenoble à la suite des nombreuses donations et legs faits par Béthon, propriétaire foncier du village.
Fondé en 1035, le prieuré est doté de nombreux biens, et le privilège accordé par le pape Alexandre III le 1er avril 1179 énonce un certain nombre de dépendances sur lesquelles il exerce un droit de patronage jusqu'à la Révolution : chapelles de Chabottes, du Genevrey, de Saint Barthélémy, de Lanchâtre, de Prélenfrey, d'Uriol, de Miribel, du Gua, de Saint-Géraud, église de Varces, de Saint-Paul-de-Varces…
En 1130, l'église Saint-Jean-Baptiste est rattachée au prieuré, et prend la double vocation d'église abbatiale et paroissiale : les religieux qui y vivaient étaient alors au nombre de sept. En 1488, on dénombre un supérieur, un sacristain et trois religieux ; le vicaire de la paroisse vivait au sein du prieuré. En 1497, il y avait six religieux.

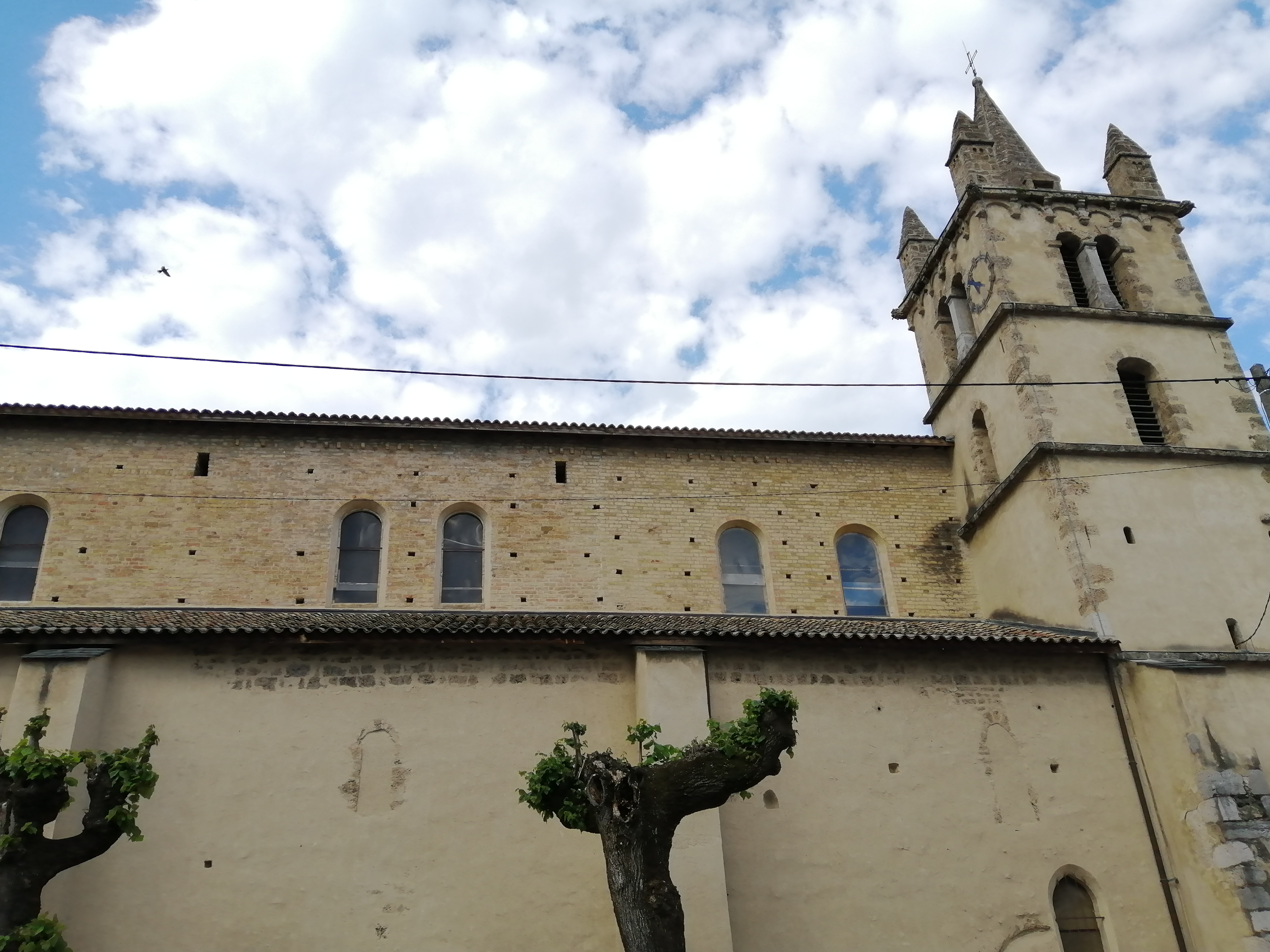
Les contreforts sud de l'église, contre lesquels devait se tenir le cloître du prieuré.

À partir du XIIIe siècle, le prieuré possède un cloître (dit « cloître de Vif »), situé contre la façade sud de l'église, à l'emplacement de l'actuelle avenue de Rivalta. À la même époque, le porche d'entrée de l'église est cerné, à gauche, de la maison dite de Saint Claude, et à droite du logement du sacristain. La maison prieurale se trouvait de l'autre côté du cloître. Le domaine du prieuré était aussi composé d'un jardin décrit comme « vaste et beau ».
Au XIVe siècle, la visite successive de deux évêques dépeint une période de transition pour le prieuré bénédictin de Vif : le passage de Jean II de Chissé en 1340, tout d'abord, qui s'alarme de l'état du prieuré et de son église négligée, avec des bâtiments se détériorant et des religieux qui ne participent plus à la vie commune. La visite de l'évêque Aimon II de Chissé en 1390, en revanche, est plus positive : grâce aux injonctions de son prédécesseur, le prieuré a retrouvé un bon état. C'est au cours de cette période de remise en ordre des lieux qu'auraient été peintes les peintures murales des collatéraux découvertes en 2007.
À cette époque, la juridiction du mandement de Vif est assurée par le prieur, le seigneur du Gua et le Dauphin.
Au début du XVIe siècle, le prieuré de Vif est placé sous le régime de la commende, et sa conduite est alors assurée par un prélat ou un clerc.

### Les guerres de religion
Le prieuré et l'église Saint-Jean-Baptiste sont durement touchés par les guerres de religion : en 1562, notamment, le baron des Adrets endommage fortement l'église en la pillant et la saccageant. Mais c'est surtout au cours de la quatrième guerre de religion, en 1573, que le prieuré bénédictin essuie la plus violente attaque : du 5 au 6 juin, le duc de Lesdiguères et son armée (composée de 3 000 fantassins et 500 cavaliers) assiègent Vif. La population se retranche dans le prieuré et le château des Dauphins, mais les troupes huguenotes investissent les lieux : ils massacrent la garnison et tous les catholiques qui y sont réfugiés, puis incendient le château, le prieuré et l'église qu'ils saccagent et dont ils abattent les voûtes. Le prieuré est laissé presque totalement ruiné.

### De ses réfections à la Révolution
À la suite du passage ravageur des huguenots à Vif, l'église Saint-Jean-Baptiste est laissée à l'abandon, calcinée et délabrée, jusqu'en 1630, où elle est alors restaurée : les voûtes qui avaient été abattues sont remplacées, et le culte catholique est rétabli. Au cours de la même période, le père Aubert, jésuite de Grenoble, fait établir dans la petite cité la confrérie du Saint Sacrement, le 18 janvier 1632 : les « pénitents », membres de cette confrérie, se réunissent alors dans la chapelle du premier étage de la tour du Porche de l'église, et ce jusqu'à leur dissolution en 1825.
Il semblerait que le prieuré, lui, soit laissé à sa ruine et se désagrège avec le temps, lentement remplacé par l'arrivée de nouveaux ordres religieux à Vif : les Dominicains dans le domaine du Breuil en 1640, les Ursulines dans le Pré Metral en 1662... En 1674, il n'y avait au prieuré plus qu'un sacristain et deux religieux.

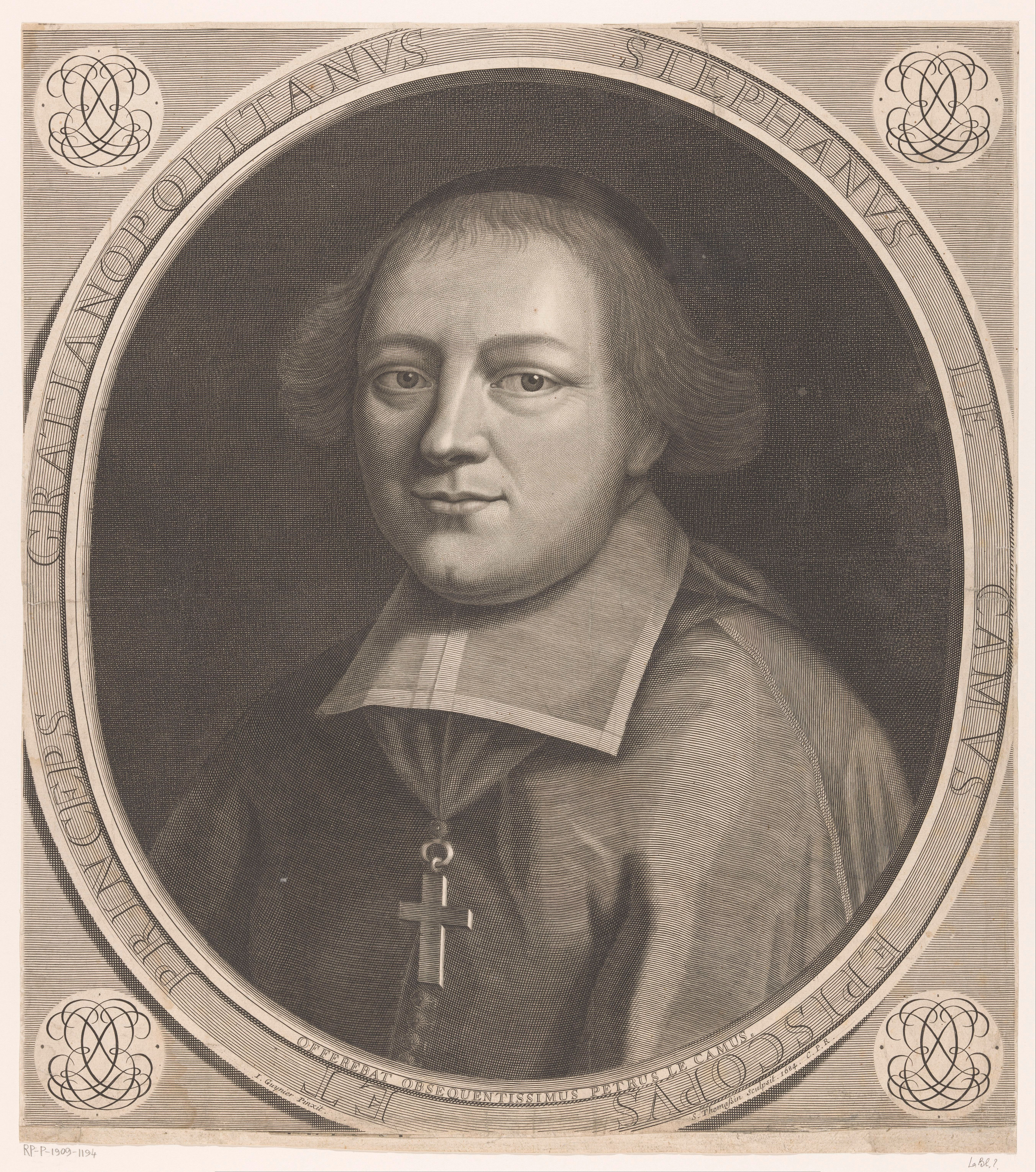
Étienne Le Camus, évêque du diocèse de Grenoble de 1671 à 1701.

En 1673, une première réfection est demandée par l'évêque Étienne Le Camus, qui commande une campagne de blanchissement par badigeon blanc de l'intérieur de l'église Saint-Jean.
En 1685, le clocher primitif, alors situé à gauche du chœur, s'effondre à cause des dégâts provoqués par les flammes lors des guerres de religion. À cette époque, et à cause de l'état dégradé de l'église, les habitants de Vif envisagent d'organiser leurs assemblées dans la chapelle du couvent des Ursulines, mais Le Camus s'y oppose : il commande la reconstruction du clocher à l'identique, mais du côté droit. Les travaux débutent en 1686 et s'achèvent avec la pose de la flèche en 1709. Pour l'occasion, une inscription commémorative est encastrée à l'angle du clocher lors de sa réédification.
Le XVIIIe siècle est aussi symbole de remaniements pour l'église Saint-Jean-Baptiste : en 1732, tout d'abord, l'évêque de Grenoble Jean de Caulet constate que le cimetière primitif de Vif qui entoure l'église devient trop exigu et profané par les habitants qui viennent y étendre leur linge ou faire paître leurs animaux. Un nouveau cimetière est alors construit puis inauguré plus loin au nord de la ville le 27 septembre 1780 ; la terre est bénie par l'abbé Antoine Guilhermoz, curé de Saint-Jean.
En 1764, la visite du délégué de l'abbaye de Cluny permet de lister le mobilier liturgique présent dans l'église : un autel orné d'un retable en bois et décoré d'un parement en cuir doré, un tabernacle contenant un ciboire et un ostensoir, six chandeliers et croix en bois argenté, un tableau représentant la Flagellation, deux calices avec leur patène et un reliquaire en bois qui contiendrait une parcelle d'os de Jean le Baptiste. Tout est alors jugé en bon état de conservation, hormis la sacristie qui est imprégnée d'humidité.

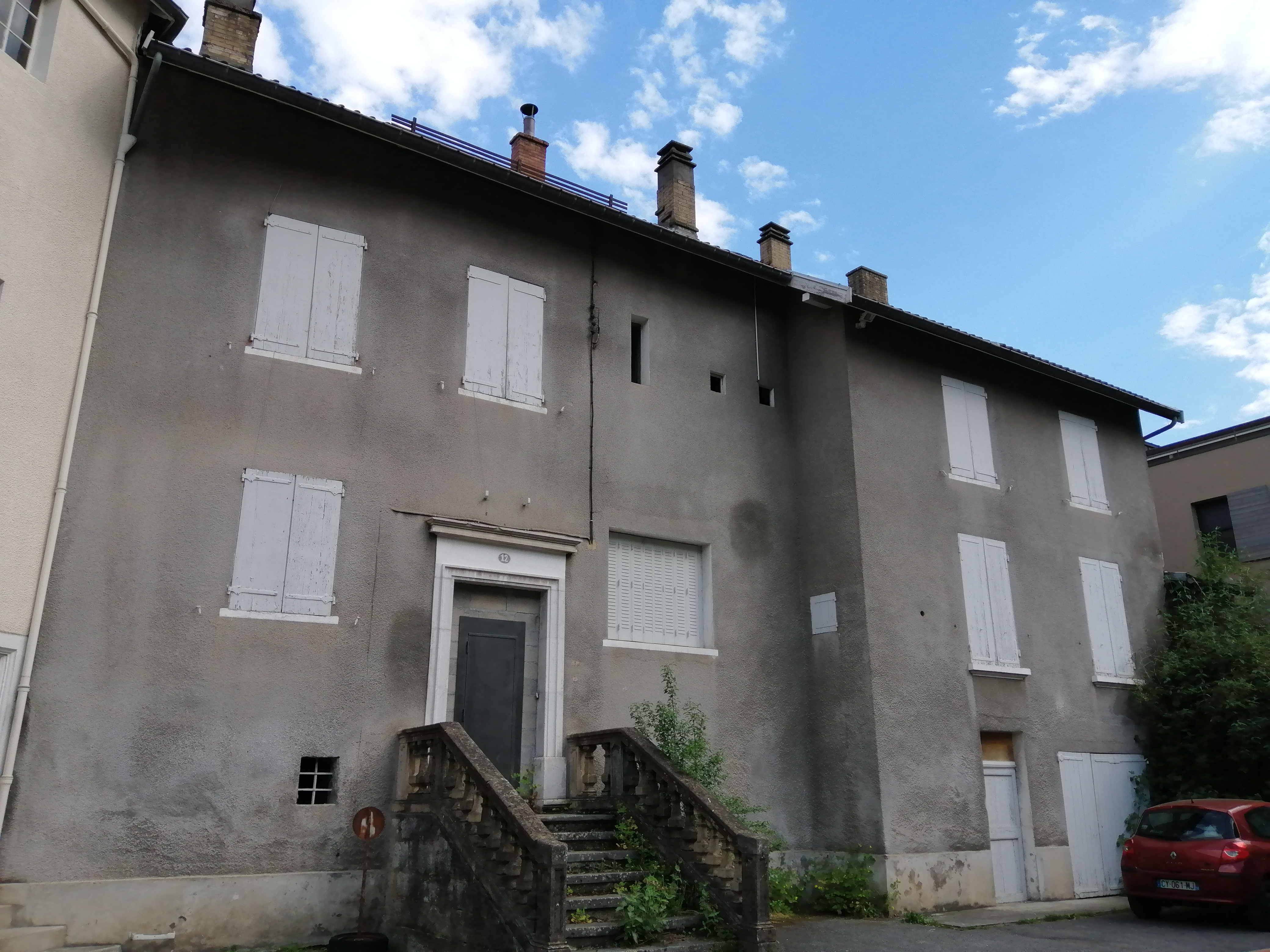
La maison prieuriale, transformée par la suite en école mutuelle puis en mairie.

À la fin du XVIIIe siècle, il semblerait que le cloître du prieuré a disparu : seule la maison prieuriale qui a été rebâtie existe encore, ainsi que les murs qui délimitent le jardin et l'église.
En 1789 survient la Révolution française : en 1790, le prieuré bénédictin de Vif est définitivement supprimé, puis vendu comme bien national après 760 ans d'existence. N'en demeure alors comme dernière trace plus que l'église Saint-Jean-Baptiste,,.

### Premières restaurations

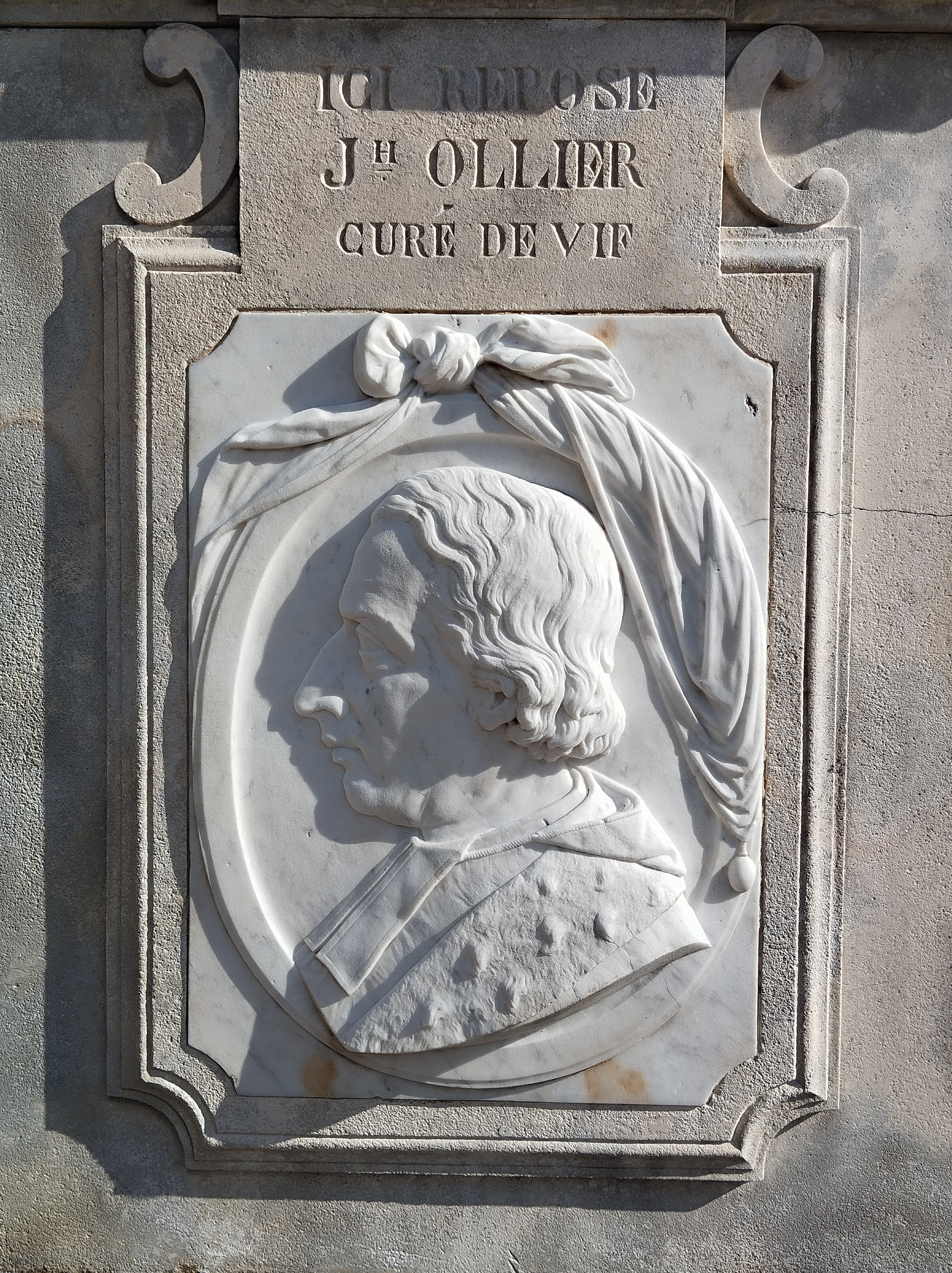
Portrait du curé Ollier gravé sur sa sépulture au cimetière de Vif.

De 1850 à 1874, le curé de Vif est Joseph Ollier, chanoine honoraire de Saint-Louis de Grenoble. Il fait placer à l'entrée de l'église deux bénitiers de style néo-gothique en pierre sculptée, et achète en 1863 une grosse cloche du nom d'Eugénie-Marie-Pauline. À la suite d'un coup de la foudre sur l'abside, le père Ollier entreprend des réparations à partir de 1857 : le toit de la nef est abaissé, le chevet est recouvert par une toiture basse en forme de demi-cône, et le vieux clocher roman est reconstruit au-dessus du porche.
La même année, le peintre Alexandre Debelle est chargé de faire les peintures dans l'abside et le chœur, : sont alors représentés un évangéliste debout, des emblèmes d'évangéliste dans des médaillons qui couronnent les portes menant à la sacristie et au clocher, un ciel d'azur parsemé d'étoiles dorées, l'inscription « Gloria in excelsis Deos » sur l'arc-doubleau et un Christ bénissant, cerné de saint Jean-Baptiste et saint Claude (qui sont respectivement patron et patron secondaire de la paroisse).
En 1868, l'église est entièrement restaurée. Entre la fin XIXe siècle et le début XXe siècle, les balustrades des tribunes (au-dessus des collatéraux sud et nord) sont réalisées avec du ciment moulé. D'autres réparations sont faites en 1876 puis 1897, où c'est le clocher qui est restauré et partiellement recouvert de crépis.
En 1906 enfin, l'église Saint-Jean devient propriété de la commune de Vif à la suite de la mise en vigueur de Loi de séparation des Églises et de l'État.
D'autres travaux viennent encore remanier l'église par la suite : sont ajoutés par le père J. Richard (curé de 1916 à 1923) une plaque commémorative des morts de la Première Guerre mondiale en 1919, ainsi qu'un nouveau dallage du chœur et de l'allée centrale de la nef en 1922.

### Conflits des années 1920 à 1940

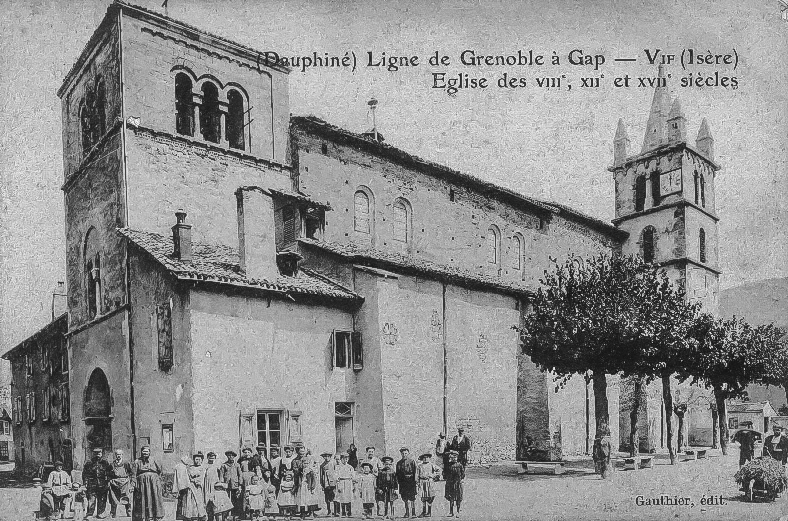
L'église en 1908.

Le début du XXe siècle et ses Années folles sont marqués par un conflit d'intérêts entre la municipalité de Vif et la paroisse de l'église Saint-Jean-Baptiste à partir de 1926, provoquant de vives tensions à propos de l'augmentation du prix du loyer du presbytère voulue par une municipalité anticléricale, mais refusée par l'évêque de Grenoble, Mgr Alexandre Caillot,. Ce conflit atteint son paroxysme le 22 août 1927, lorsque le curé de Vif, le Père Bonvallet, est expulsé de l'église par la force publique, à grand renfort d'une foule « passionnée et vociférant », d'huissier, de commissaire de police, de gendarmes, de serruriers et de déménageurs. Cette expulsion, reprochée au maire de l'époque, Jules Revol, pousse la population à aller manifester devant sa demeure au hameau de La Rivoire et à demander sa démission. Après cet évènement, l'église est fermée et interdite de culte, et c'est l'aumônier du couvent de la Visitation Sainte-Marie (fondé en 1926) qui se charge alors d'organiser les messes du dimanche et autres cérémonies paroissiales du village.
Le 26 novembre 1935, l'évêque Alexandre Caillot met définitivement fin au conflit entre la municipalité et la paroisse en nommant un nouveau curé, le père André Pichat, et permet la réouverture de l'église. Cette réouverture pousse la municipalité à faire restaurer le clocher et la toiture de l'église. Le père Pichat fait faire de nouvelles peintures dans le chœur, qui remplacent celles d'Alexandre Debelle.
Le 28 mars 1948, à la demande de Mme Antoinette Brun, le père André fait baptiser à l'église Robert et Gérald Finaly, deux enfants juifs qui avaient été cachés à Vif en 1944 : ce baptême est l'élément déclencheur de l'affaire Finaly.

### Fouilles et restaurations des années 1960

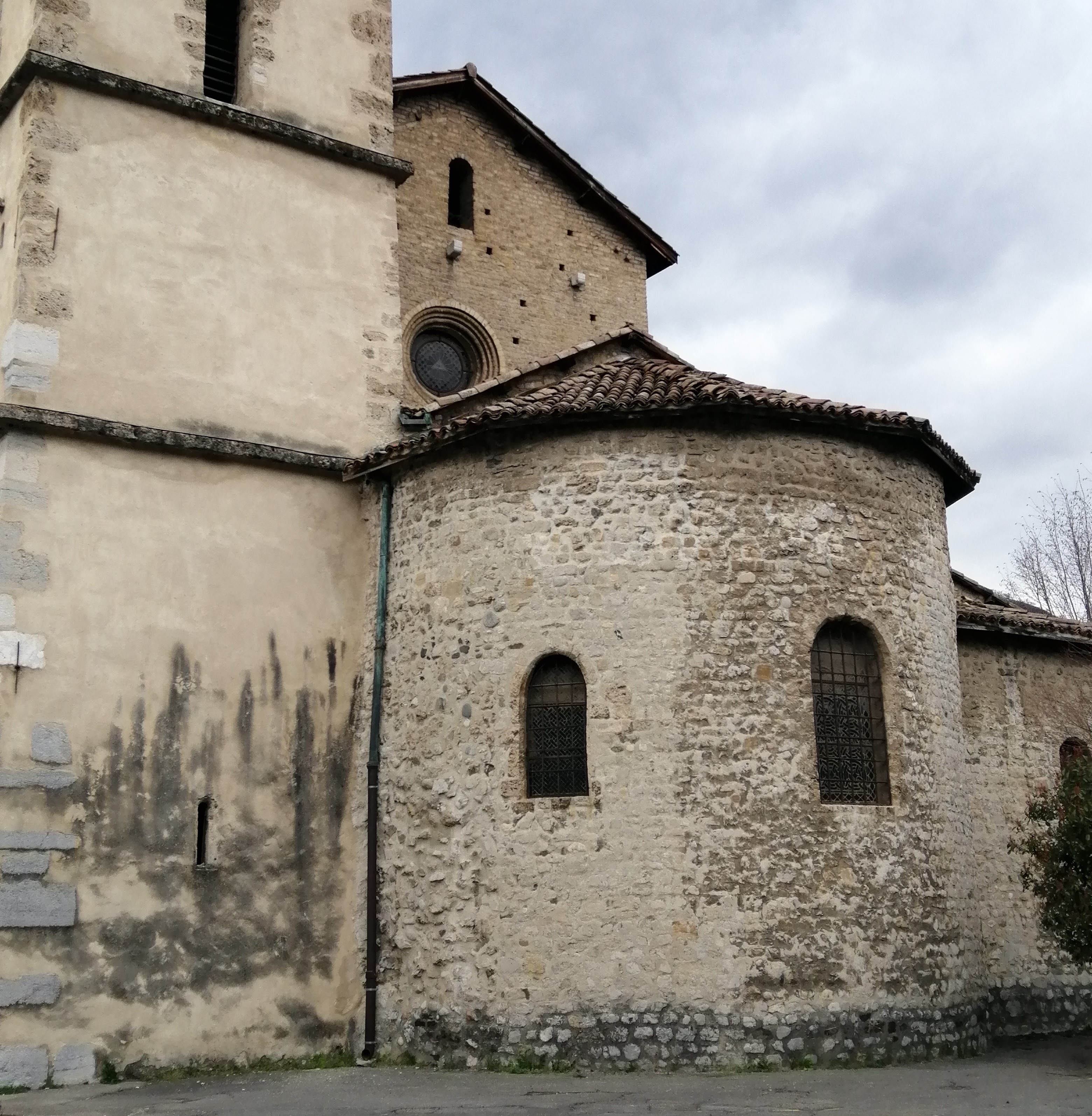
Le chevet de l'église et, au-dessus, la rosace de la nef.

Dans les années 1960, une succession de fouilles et restaurations de l'église sont organisées.
La première, en 1965, permet la restauration du chœur par un architecte départemental des monuments de France : les enduits qui recouvraient les murs sont retirés pour laisser les pierres originelles apparentes. La même année, des fouilles sont réalisées et dévoilent quelques éléments datant de la première époque des bénédictins du prieuré : trois chapiteaux, ainsi que d'une frise décorative de la première moitié du XIe siècle. Deux inscriptions paléochrétiennes sont aussi découvertes.
En 1966, une série importante de fouilles est entreprise par l'Architecte honoraire des bâtiments de France, Raymond Girard, et permet la découverte d'un cimetière médiéval entier tout autour de l'église : treize sépultures sont découvertes et étudiées dans l'unique zone libre de construction au nord de l'église, devant la sacristie. Ces inhumations présentent des caractéristiques de nécropoles régionales datant de la fin du Xe siècle au milieu du XIIIe siècle. Certaines de ces sépultures sont rapportées à l'époque carolingienne, tandis que deux autres semblent plus récentes, datées du XIIe siècle. Dans cette fouille, quelques autres objets sont découverts, notamment des tessons de céramique romaine, un poids de tisserand antique et des fragments de tegulae.

### Héritage patrimonial de l'église
En 2007, la peintre en décor du patrimoine Séverine Haberer est mandatée pour effectuer des missions de recherche de peintures médiévales et fresques au sein de l'église : des sondages permettent ainsi la découverte de nombreuses peintures murales, réparties sur les piles et arches des collatéraux. Ces peintures du Moyen Âge, recouvertes alors sous cinq couches de badigeon blanc accumulés au fil des siècles, ont tout de suite suscité l'intérêt des médias et de laboratoires scientifiques comme celui d'Orsay ou de l'université du Michigan à Ann Arbor. Courant 2007, une demande est déposée au service des monuments historiques pour le classement de ces peintures et permettre ainsi une participation de l'État afin d'effectuer les travaux de restauration.
En 2011, l'église Saint-Jean est classée au titre de Monument Historique par l'arrêté du 19 avril 2011.

## Description
L'église est construite avec un style majoritairement roman, bien qu'elle fût remaniée plusieurs fois depuis le XIe siècle. La forme générale de l'église est un ensemble de trois vaisseaux (deux bas-côtés et une nef) dénué de véritable transept. Cette architecture s'apparente à la structure d'une église à plan basilical.
L'ensemble de l'église romane originelle semblait être composé d'une nef triple, d'un chevet à trois absides et d'une tour-porche. La partie du chevet date du XIe siècle, tandis que la nef, d'une allure bien différente, est bâtie sur le modèle de celle de la cathédrale Notre-Dame de Grenoble et date probablement du XIIIe siècle,,.

### Architecture

#### La nef
La nef, surélevée en style gothique par les bénédictins (vers la fin XIIe - début XIIIe) et introduite à l'ouest par la tour du Porche, est longue de 23 mètres et haute de 15 mètres. Composée de deux bas-côtés chacun surmontés de tribunes, sa largeur atteint les 16,40 mètres. Les tribunes ne semblent pas avoir été complétées par des voûtes, ce qui laisse penser que l'église n'a jamais été complètement achevée.
L'extrémité est de la nef, qui ouvre sur le chevet, est percée par une rose de façade en vitrail.

L'usage de la brique pour la nef et les galeries qui surplombent les collatéraux est caractéristique de l'architecture dauphinoise des XIIIe siècle et XIVe siècle.

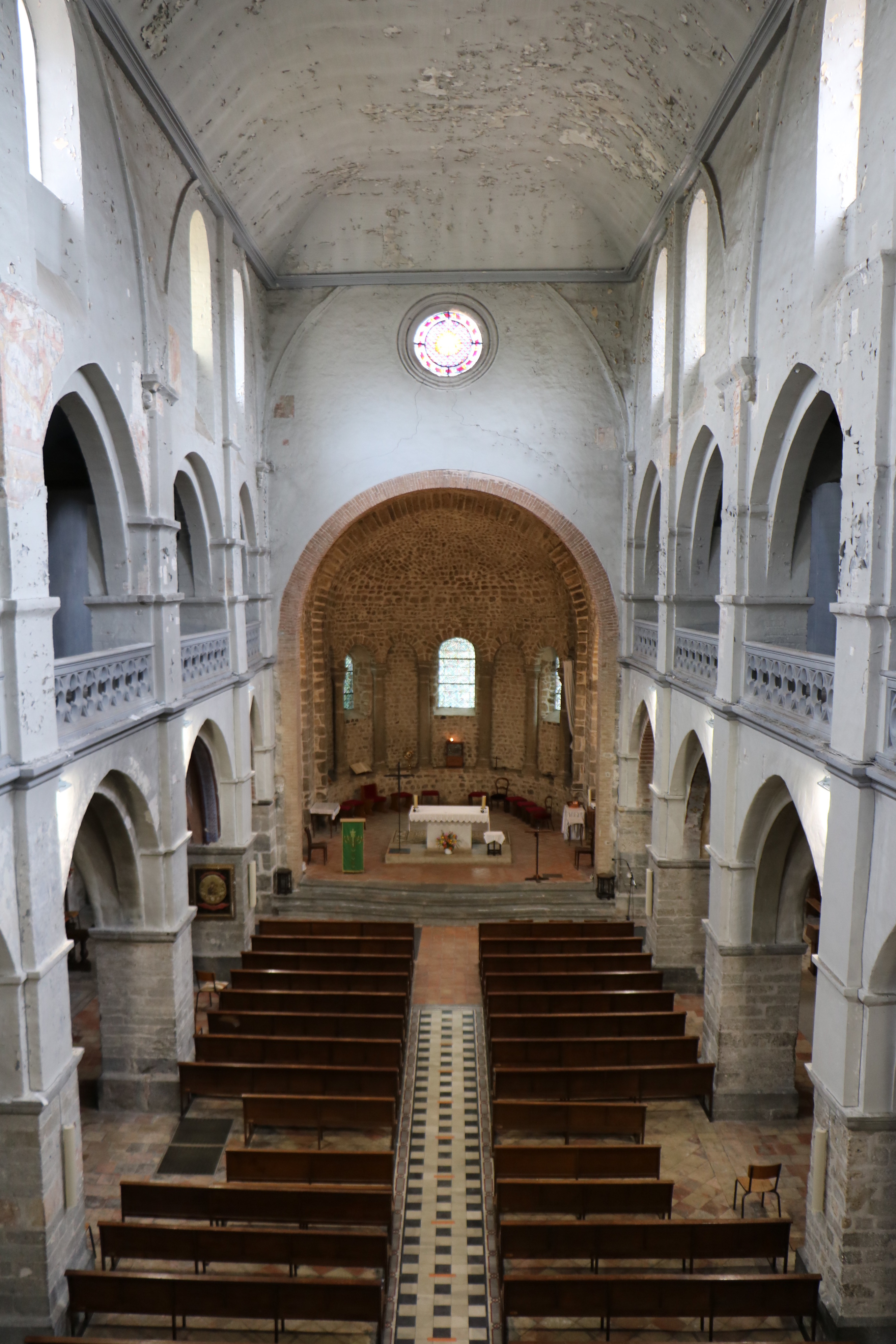
La nef direction est, depuis les galeries supérieures. Au fond, le chœur.
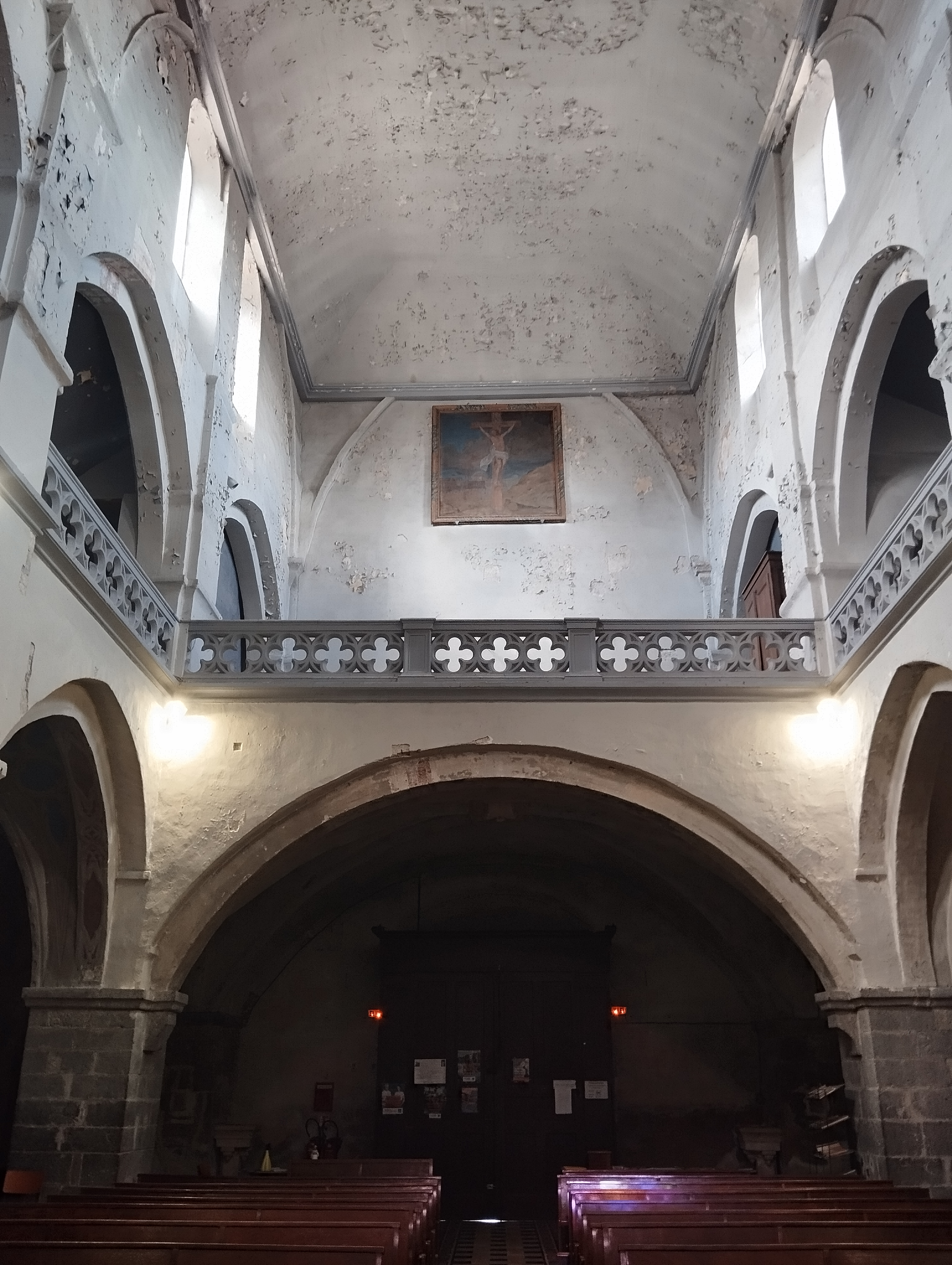
La nef direction ouest.
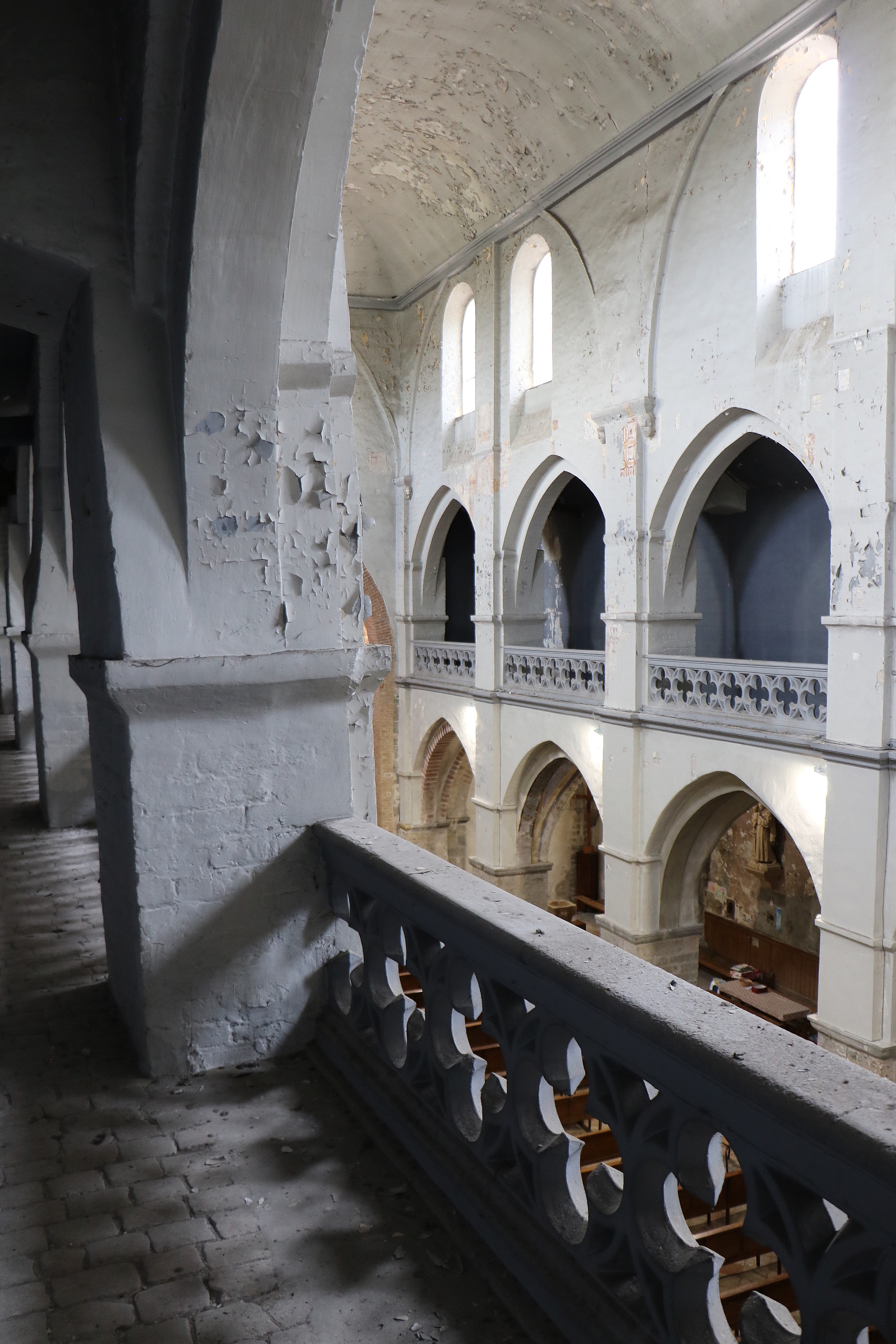
Les galeries.

#### Les bas-côtés
Les collatéraux jouxtent la nef en deux files de six arcades reposant sur cinq piles carrées massives. Chaque bas-côté est composé de six travées de plan carré voûtés en arc brisé sur croisées d'ogives.

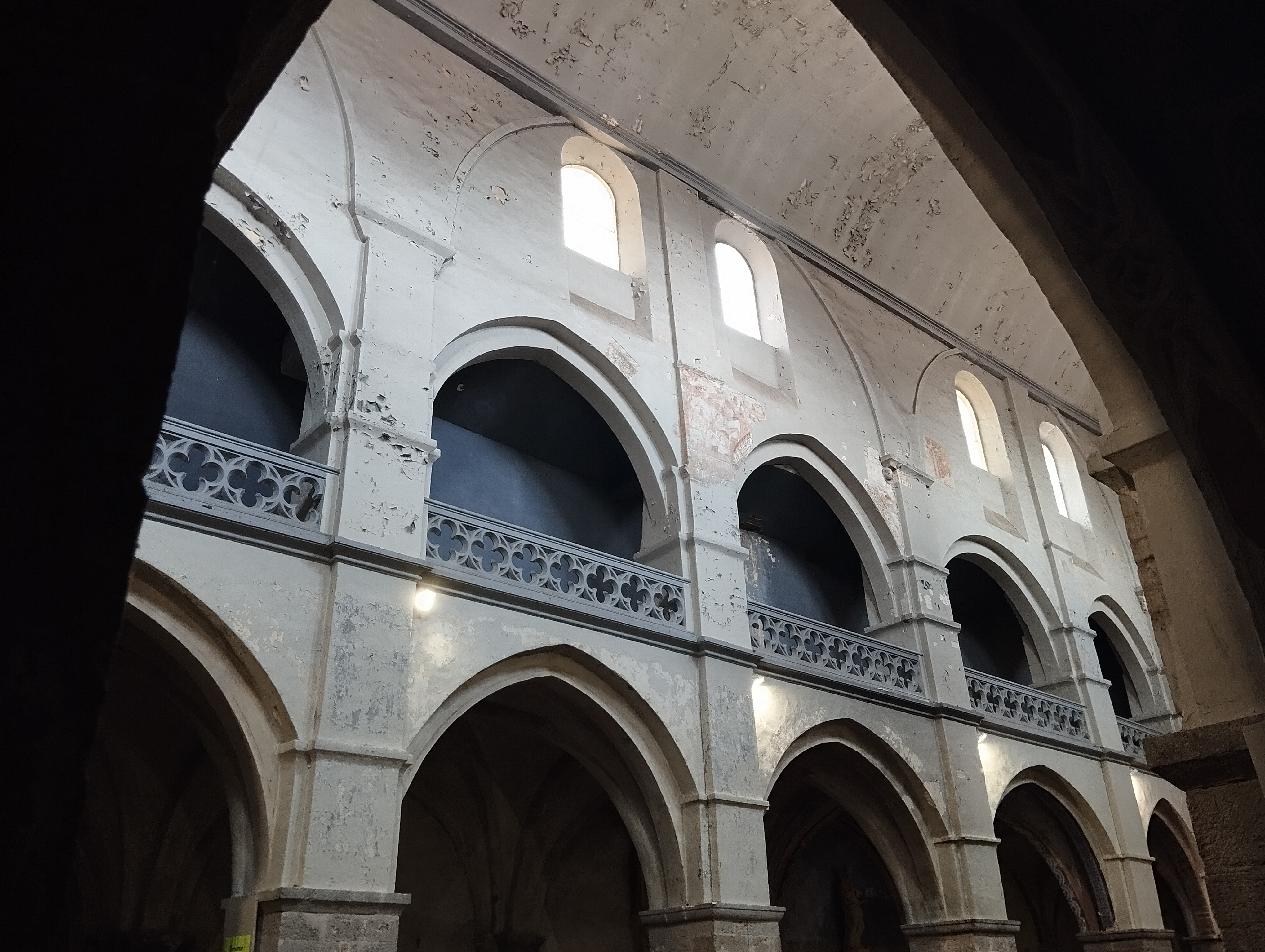
Les bas-côtés et les tribunes nord.
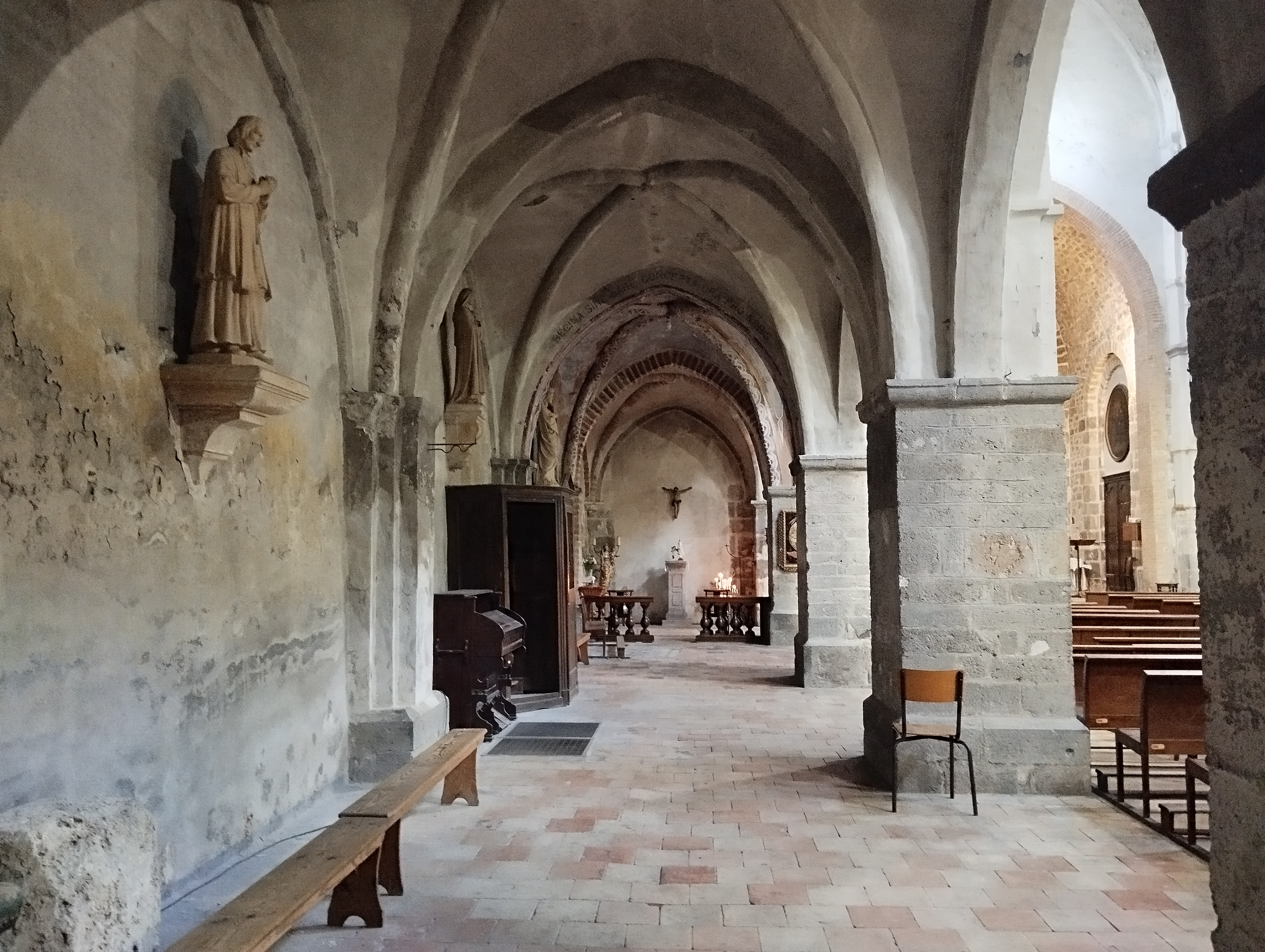
Le collatéral nord.
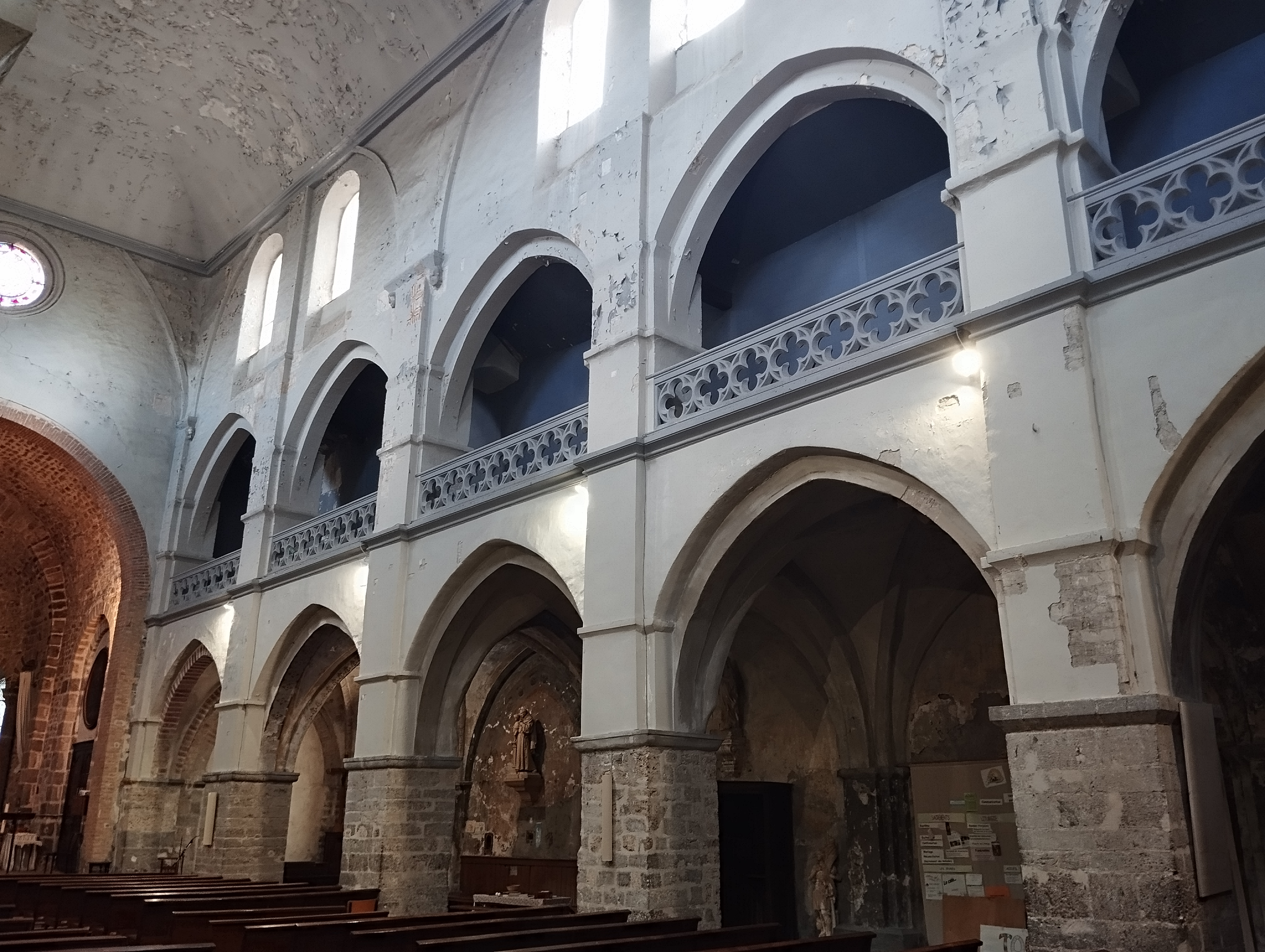
Les bas-côtés et les tribunes sud.

Le collatéral nord, dit « côté de l'évangile », abrite un autel consacré à saint Joseph, et un lieu de recueillement dédié à la Vierge Marie. Le collatéral sud, dit « côté de l'épître », accueille le monument commémoratif des morts de la Première Guerre mondiale, une statue à l'effigie de Jeanne d'Arc et une sculpture de bois représentant Jean le Baptiste.

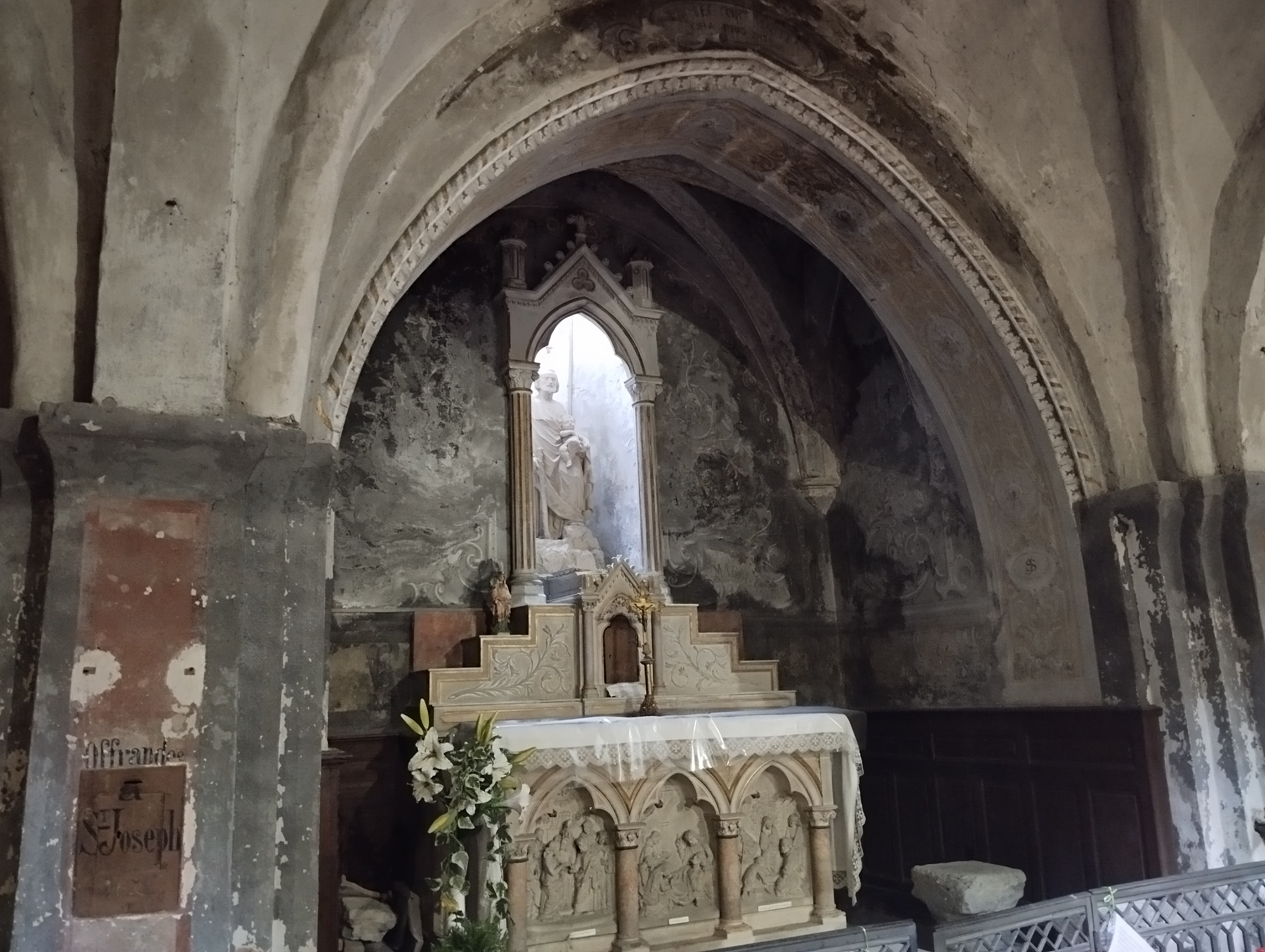
L'autel dédié à saint Joseph, dans la première travée du bas-côté nord.
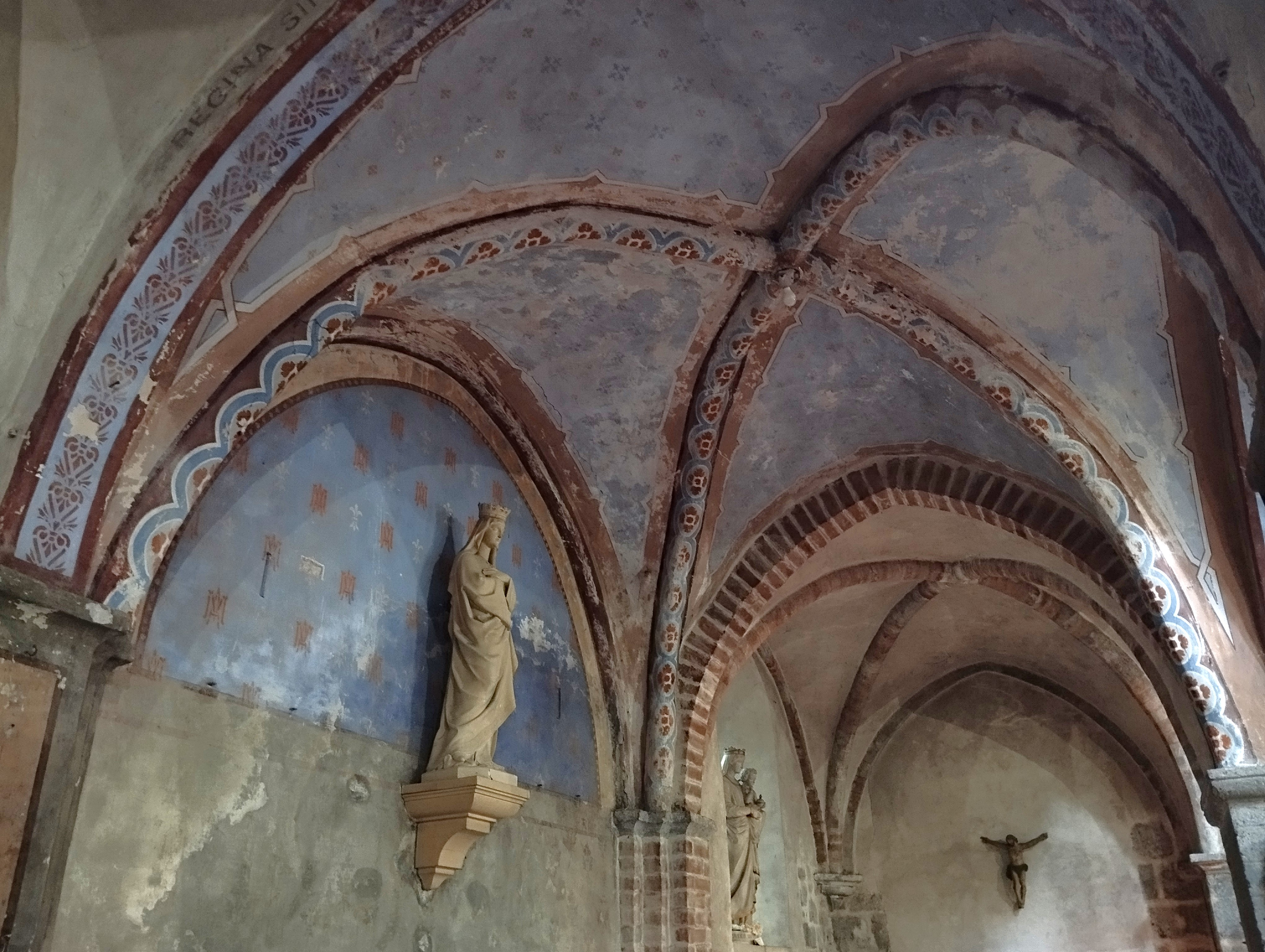
Les deux dernières travées du collatéral nord, consacrées à la Vierge Marie.
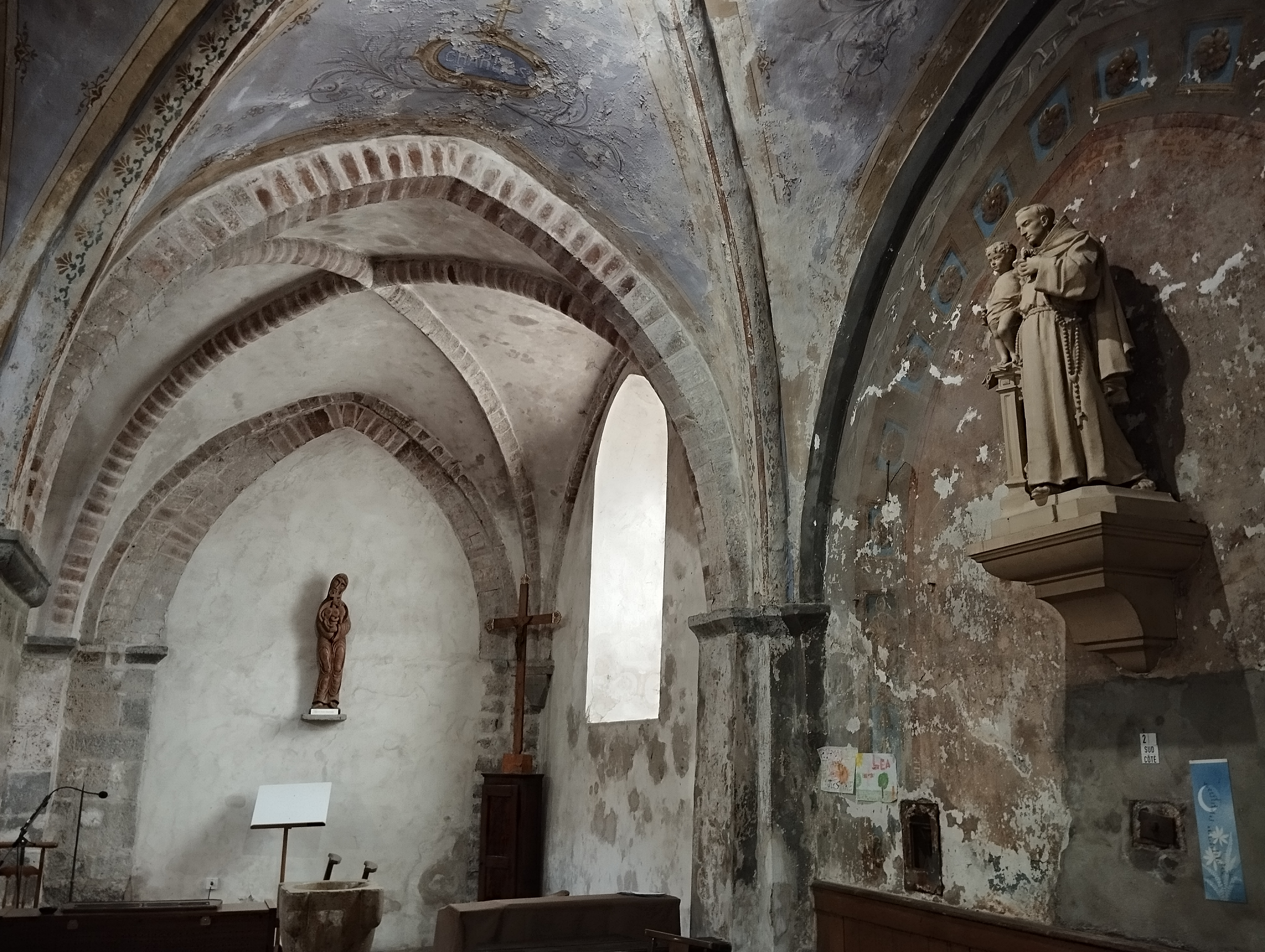
Les deux dernières travées du collatéral sud.
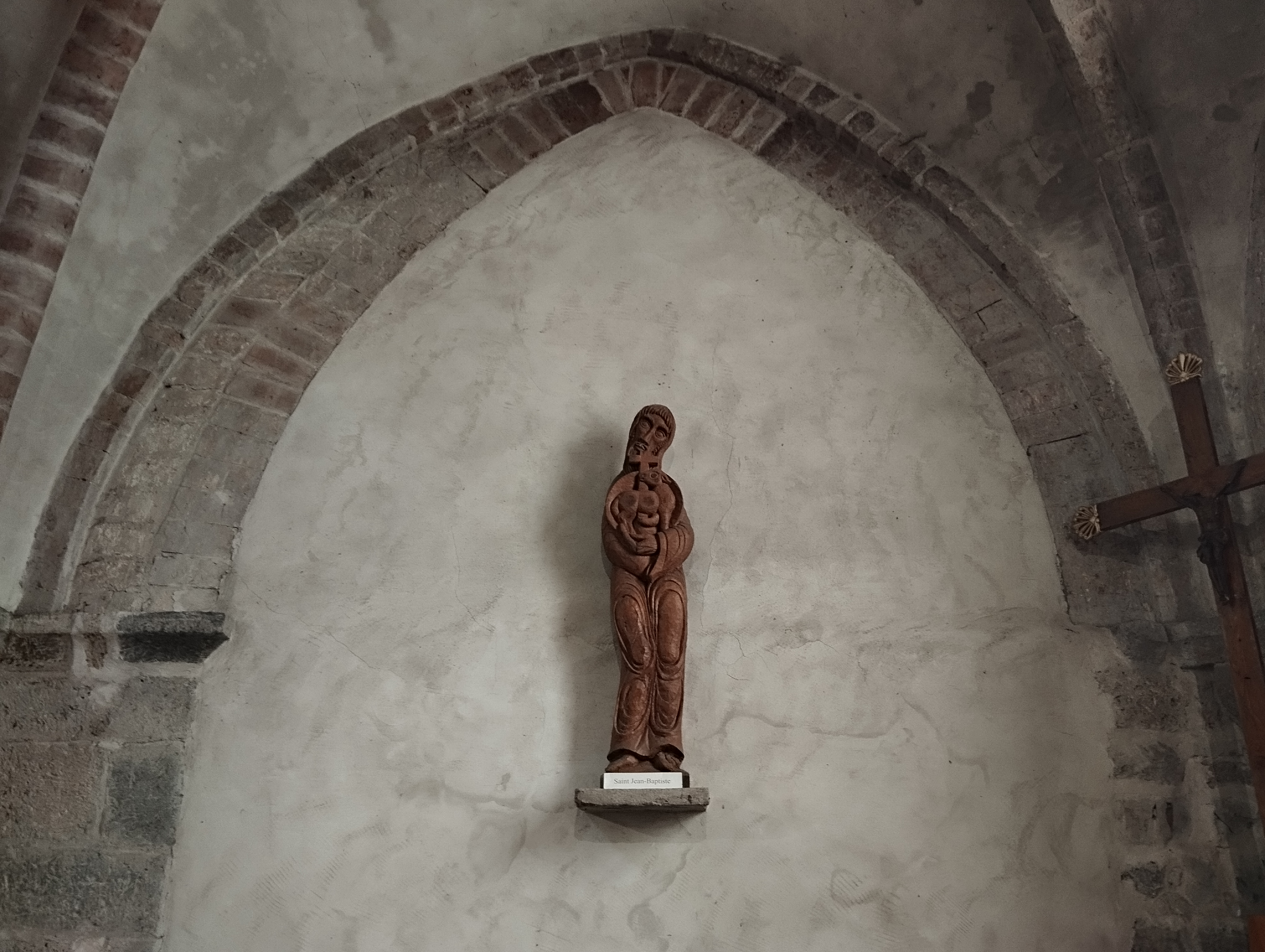
La statue en bois de Jean le Baptiste.
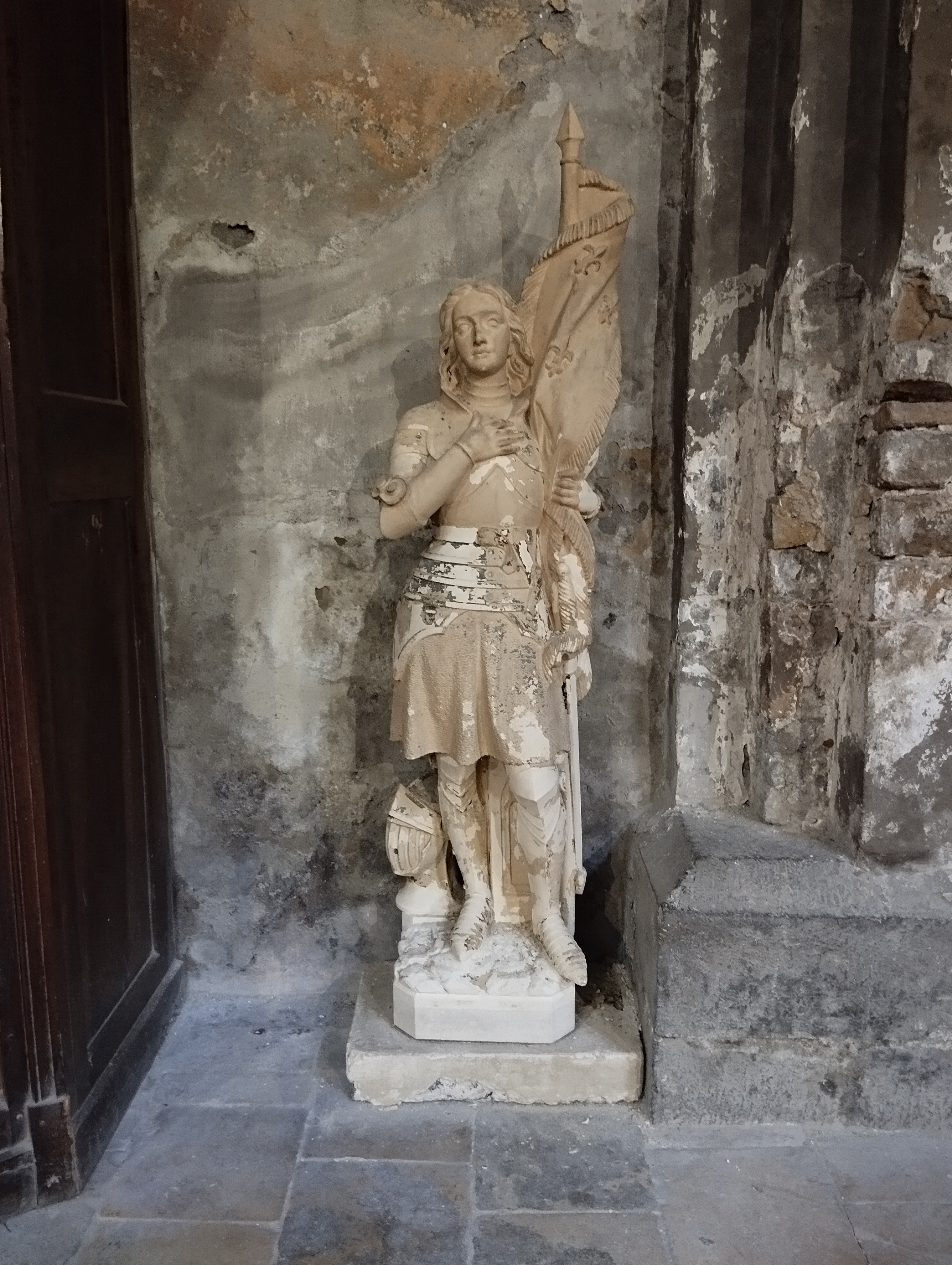
Statue de Jeanne d'Arc dans la quatrième travée du collatéral sud.

#### Le chevet
Le chevet de l'église, situé à l'extrémité orientale de la nef, comporte un chœur en demi-cercle avec trois absides. Il est cerné au nord et au sud de deux portes arquées en plein cintre à double rouleau qui communiquent avec la chapelle dite du Saint Sacrement (au nord) et le clocher du XVIIe siècle (au sud). La porte sud ouvrait anciennement sur une chapelle située sous le clocher primitif.
La chapelle du Saint Sacrement sert aussi de sacristie.
Le chœur présente un hémicycle avec arcature de sept arcs en plein cintre portant six colonnettes ornementales, percé de trois fenêtres en berceau. La visite de l'évêque Jean de Caulet le 30 juillet 1732 montre qu'avant l'incendie de 1573, le chœur s'étendait autrefois jusqu'aux deux premières travées de la nef, où il était probablement physiquement séparé par un jubé ; cette hypothèse explique ainsi la différence des figures représentées sur les peintures murales.

Aujourd'hui, seul le chevet (dont la sacristie et le chœur) conserve sa forme originelle du XIe siècle, la majorité des autres morceaux de l'église ayant été réparés ou reconstruits au fil de l'histoire.

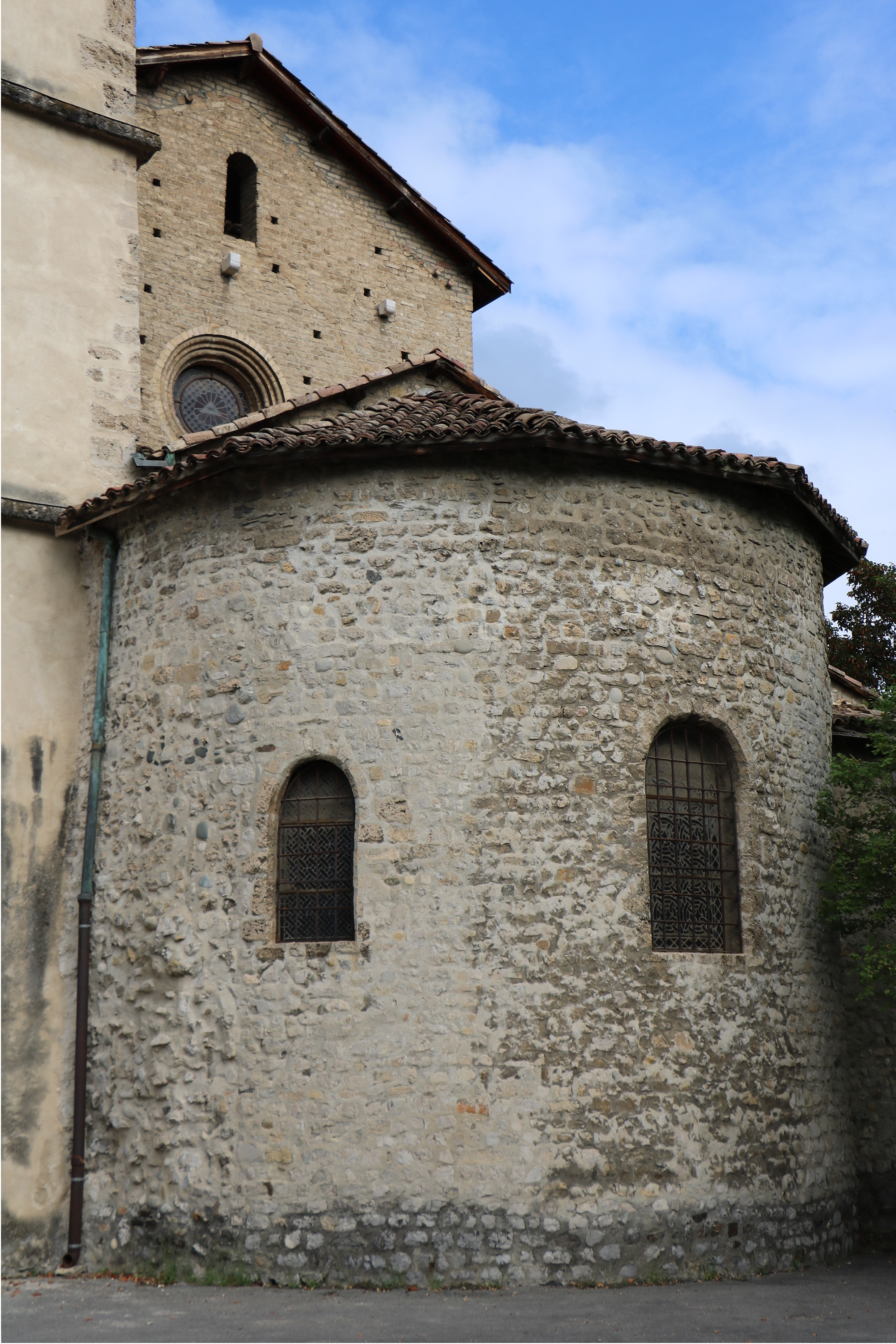
Le chevet.
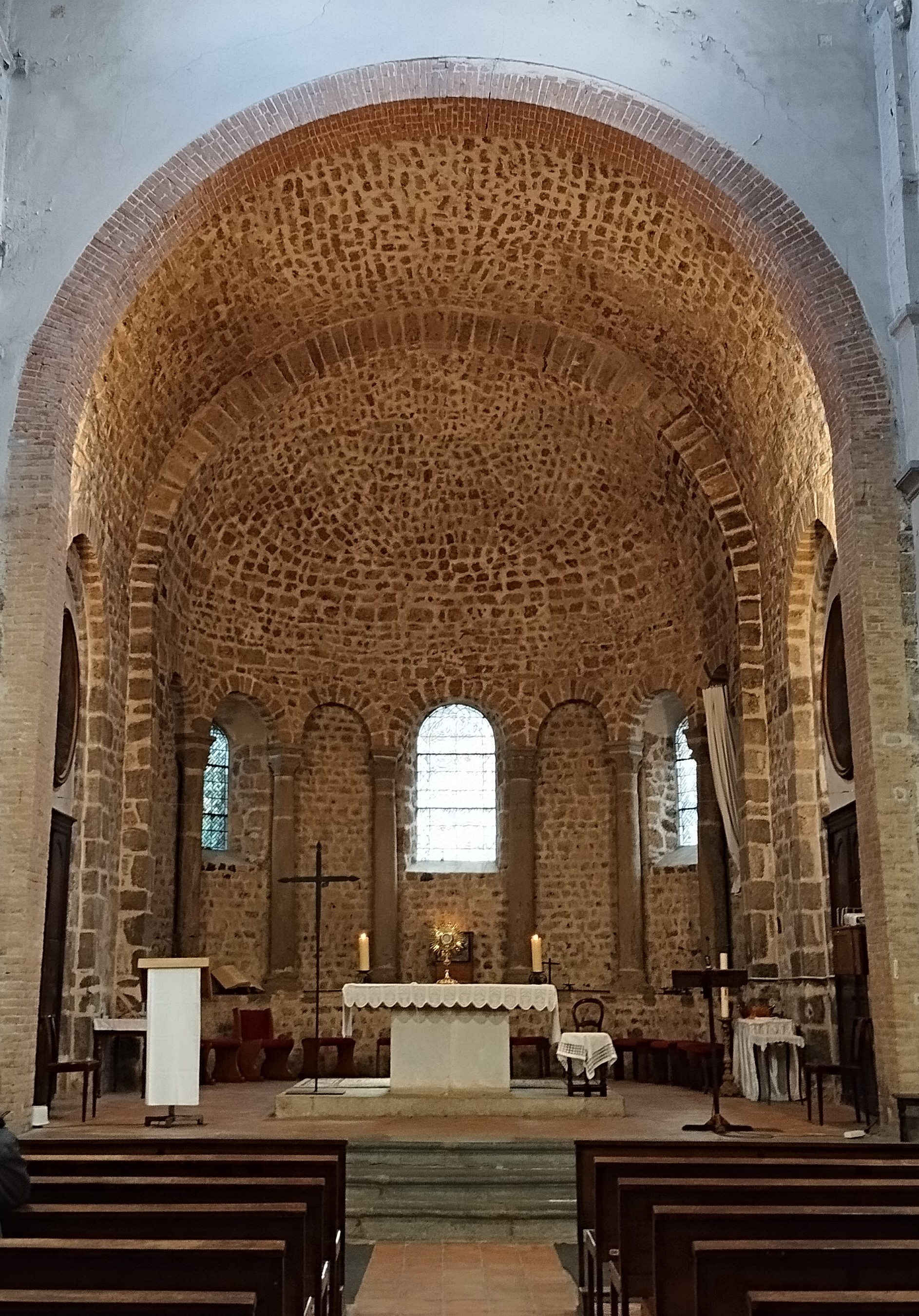
Le chœur avec son maître-autel et l'abside.
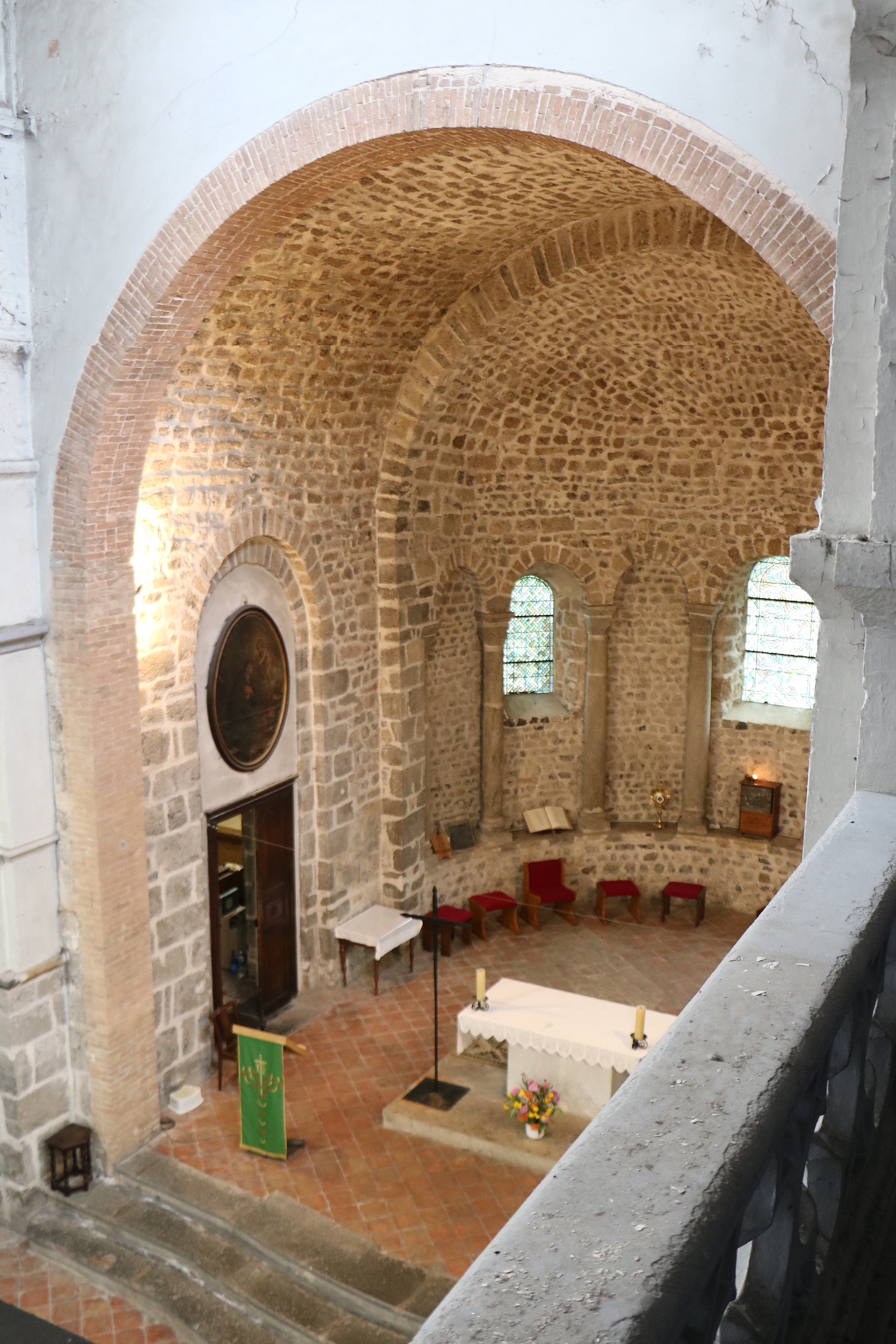
Le chœur depuis les tribunes.
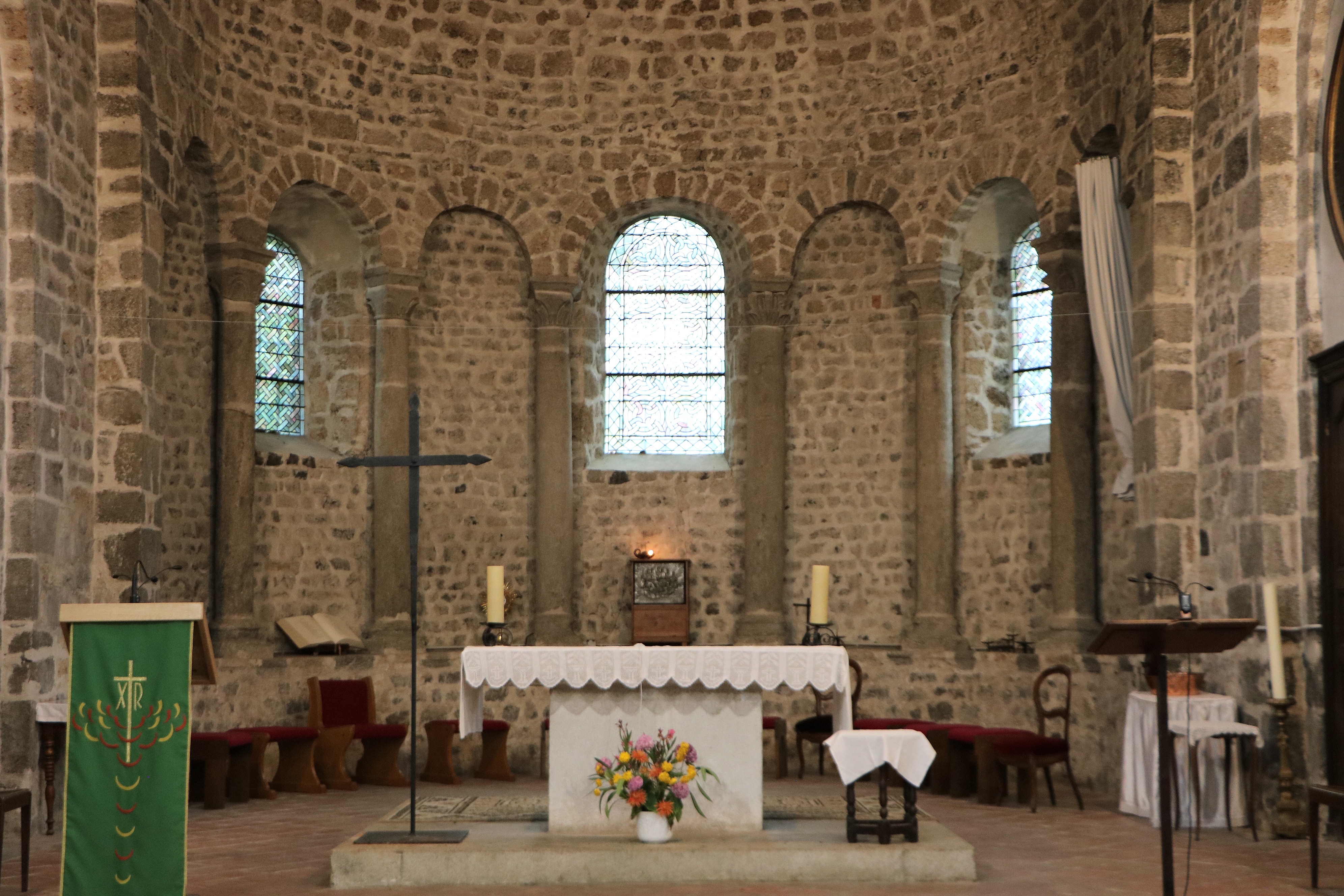
Détail du chœur.
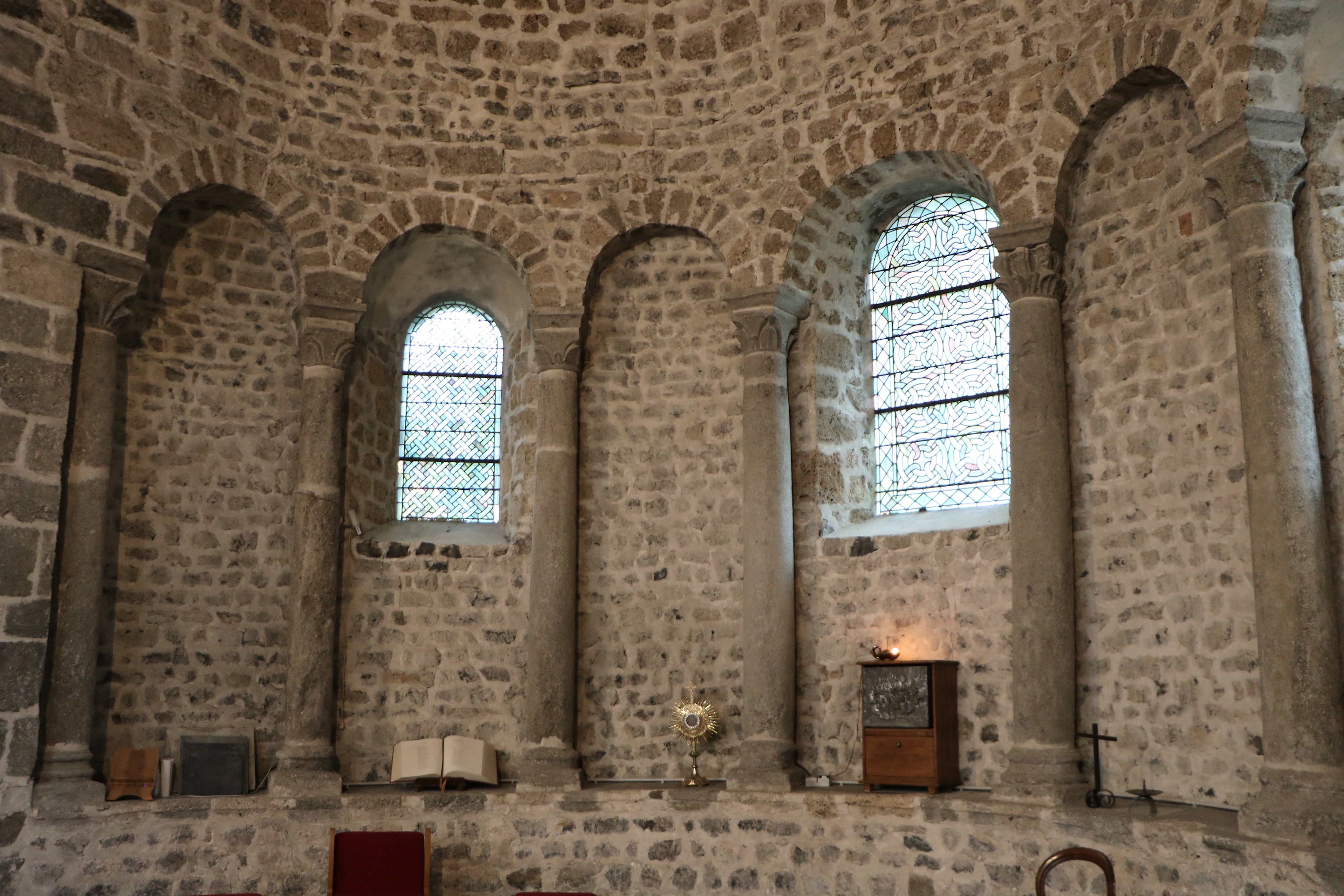
Détail de l'abside et ses colonnettes.

#### La Tour du Porche
La Tour du Porche est une imposante tour carrée, clocher-porche de style roman primitif, percée sur ses façades nord, sud et ouest par des triplets roman. Le premier étage de la tour est occupé par une chapelle ouvrant sur les tribunes ainsi que sur la nef. Le porche, lui, est voûté en berceau par un arc en plein cintre, surmonté de fenêtres géminées. La tour actuelle fut rebâtie en 1857, sous l'initiative du curé Ollier.

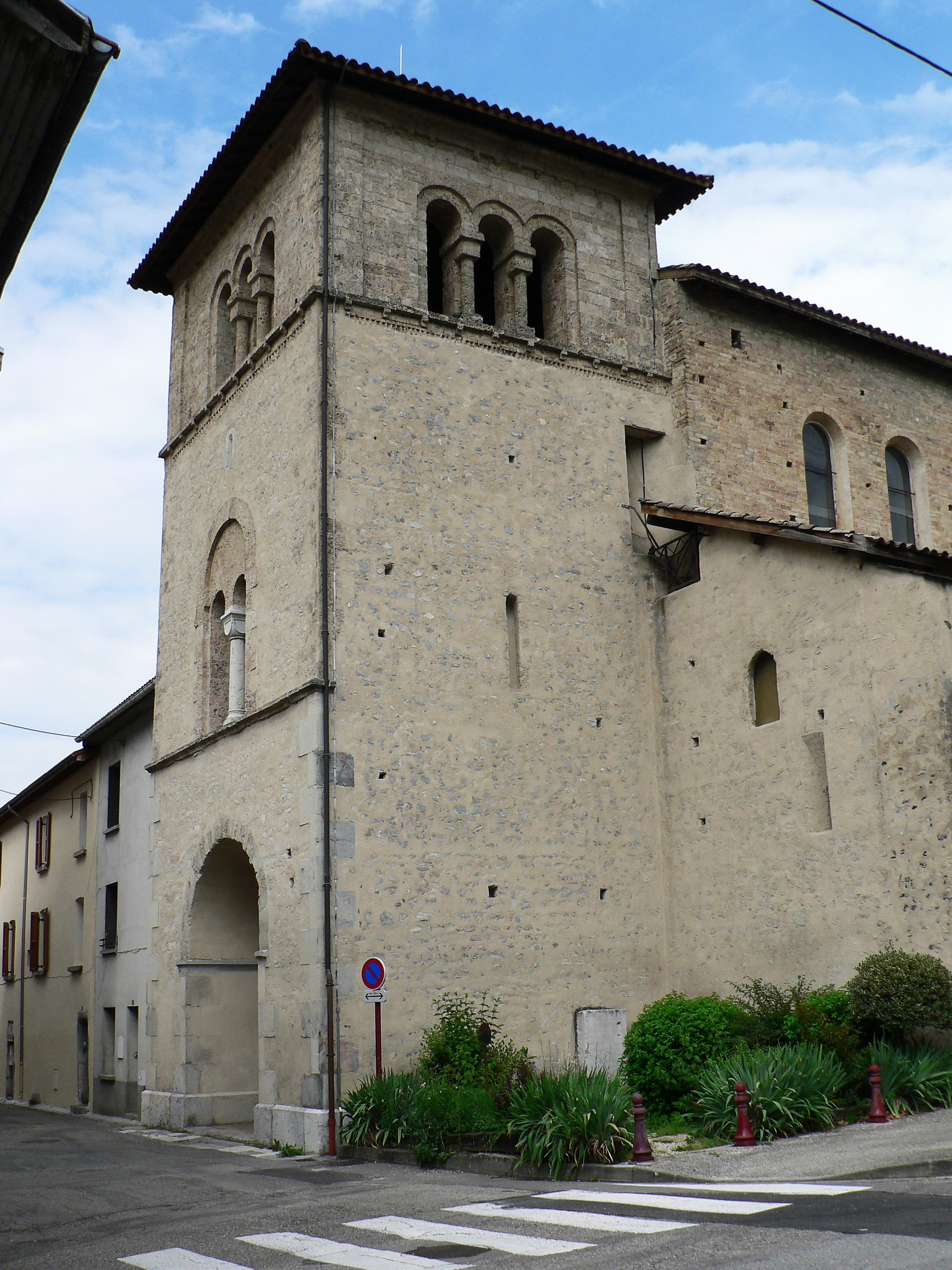
La Tour du Porche.
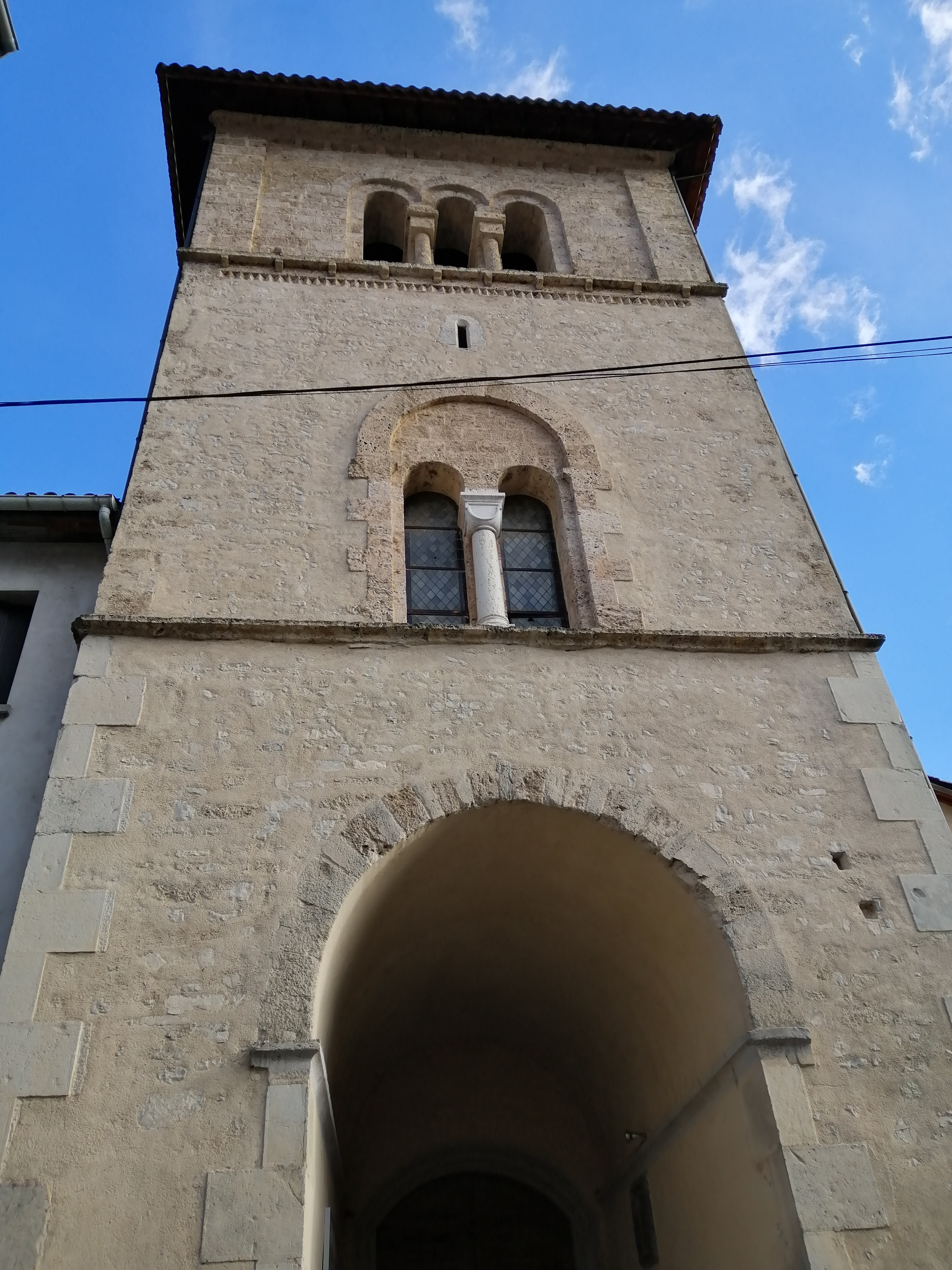
Façade avant de la Tour du Porche.
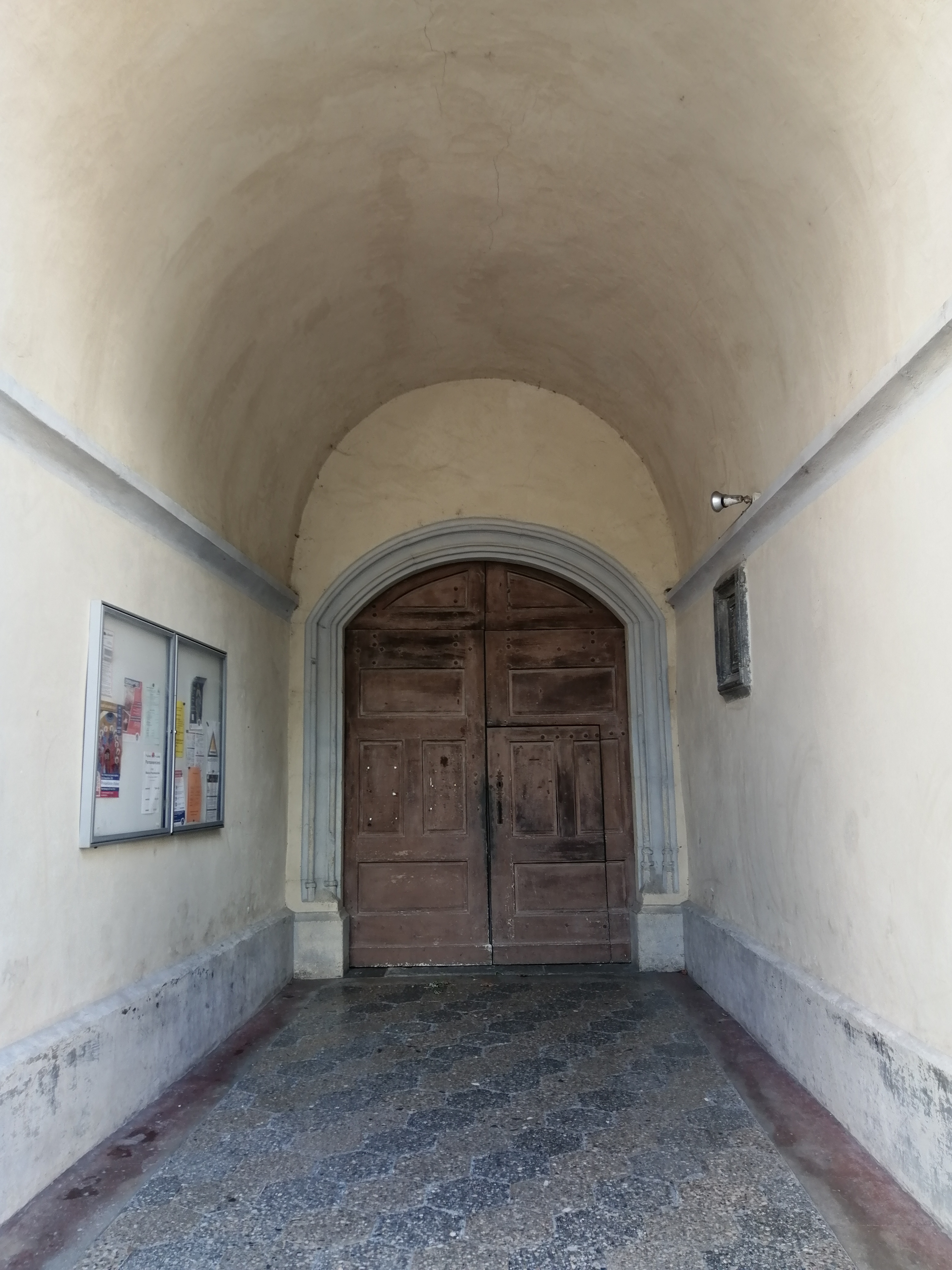
Porche d'entrée de l'église.

#### Le clocher et les cloches
Le clocher, beaucoup moins imposant que la Tour du Porche mais plus haut, date de la fin du XVIIe siècle et est aussi une tour carrée de type clocher à pavillon, divisé en quatre parties distinctes : la base, à hauteur du chevet, le second étage, à hauteur de la nef, le troisième étage, composé d'une simple baie en arc en plein cintre pour chaque façade, puis le dernier étage, percé par quatre biforas (baie verticalement divisée par une colonne en deux ouvertures voûtées en berceau) habillés d'abat-sons. Le tout est couronné par une toiture en pierre pyramidale à huit pans avec sa flèche, dont chaque côté est décoré d'une colonne représentant une miniature du clocher. Chaque angle sommital des quatre façades est aussi décoré d'une gargouille en forme de tête de lion. La façade occidentale du dernier étage abrite l'horloge de l'église.
Le clocher renferme plusieurs cloches, notamment :
- Une première cloche datée de 1666 et classée Monument Historique en 1963 ;

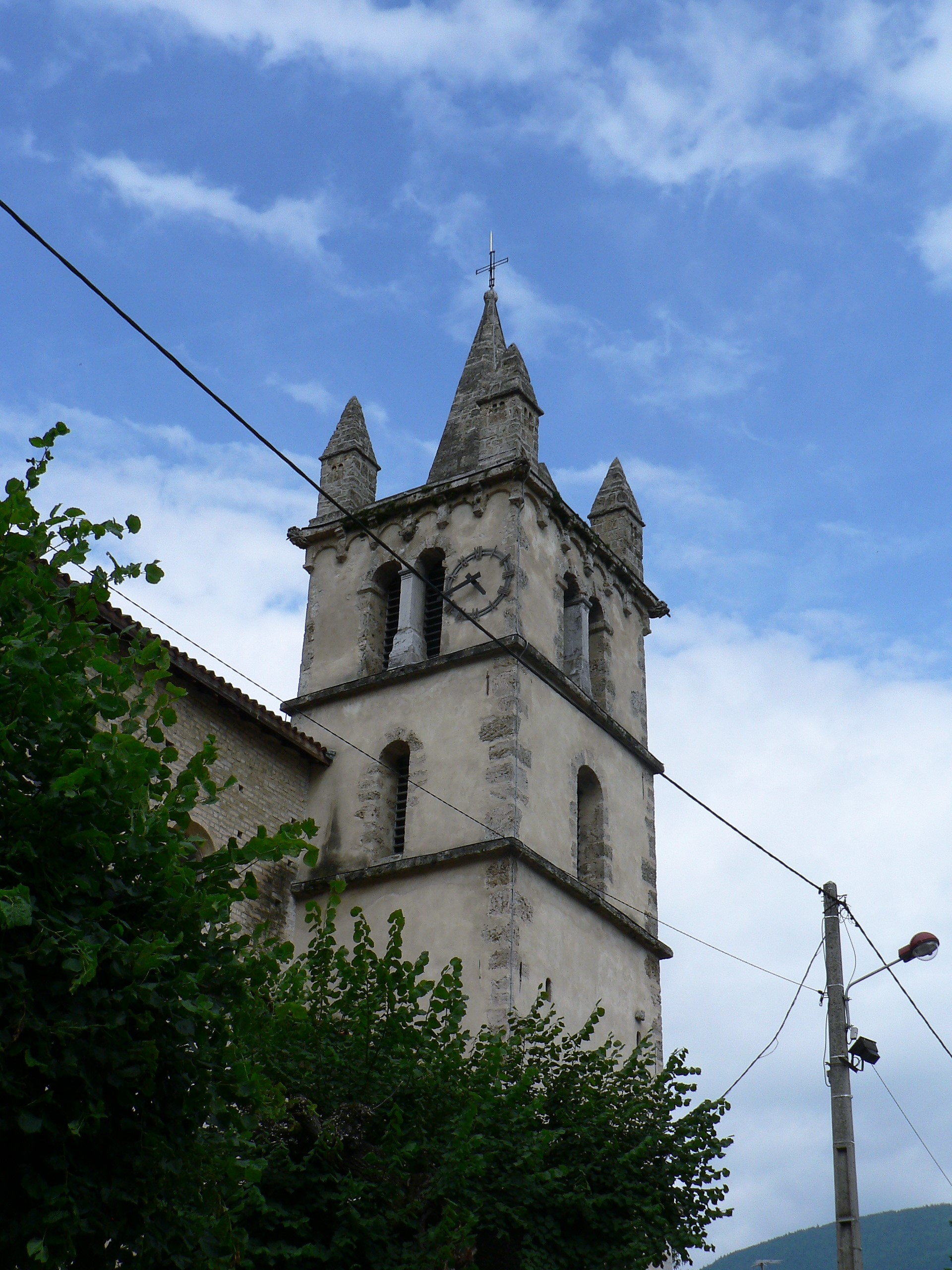
Une grosse cloche appelée « Eugénie-Marie-Pauline », fondue en 1863 par la fonderie Burdin Aîné à Lyon et donnant un Mi. Elle a un diamètre de 1,21 m et pèse 1 300 kg, et porte l'inscription « De coelo in coeluni vocat » ainsi que la liste des 21 donateurs. Ses parrains sont Eugène de Tardy de Montravel et Pauline de Pélissière. Elle est bénie le 23 novembre 1853[11].
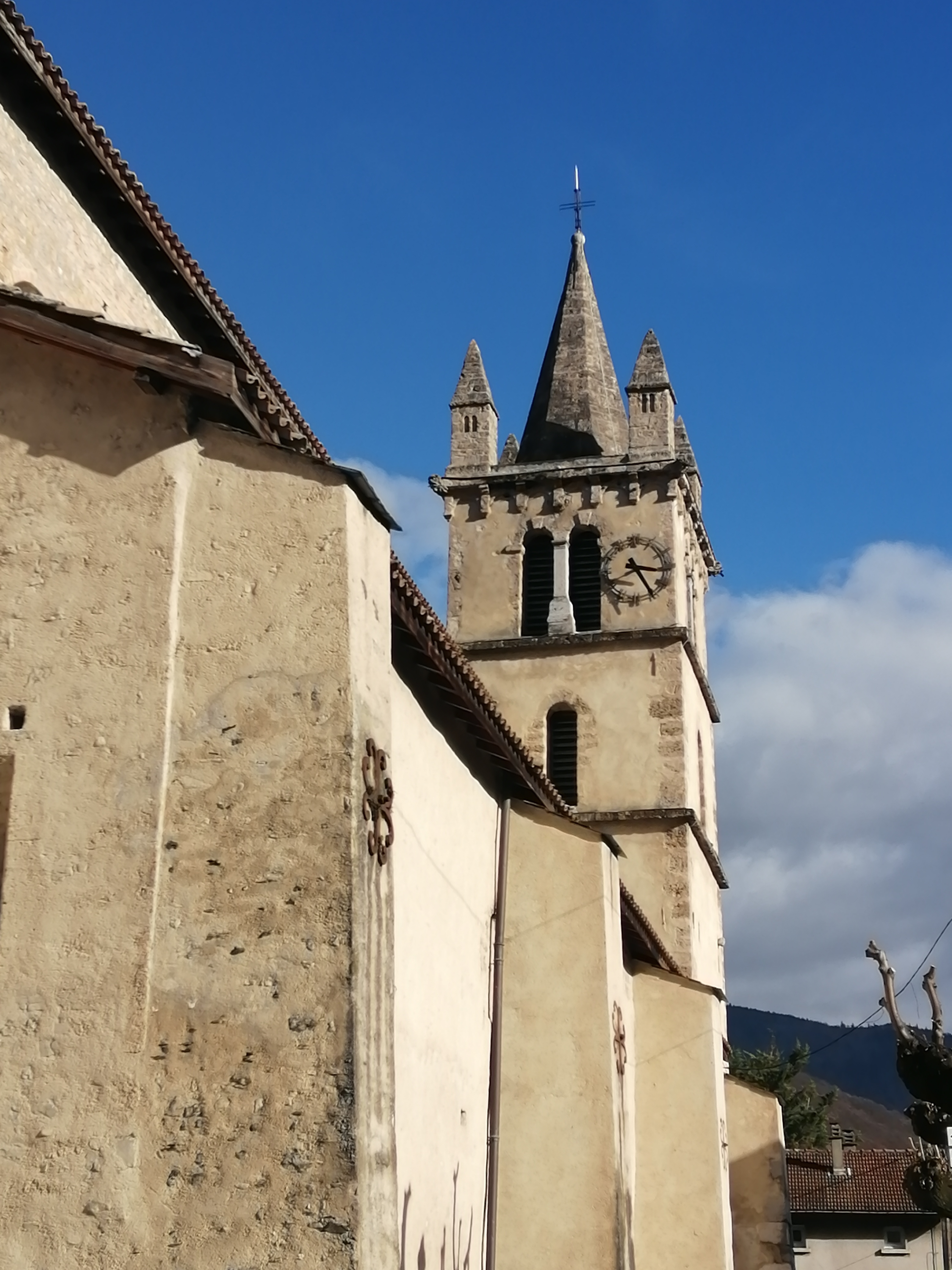
Contreforts sud de la nef et façade ouest du clocher avec son horloge.
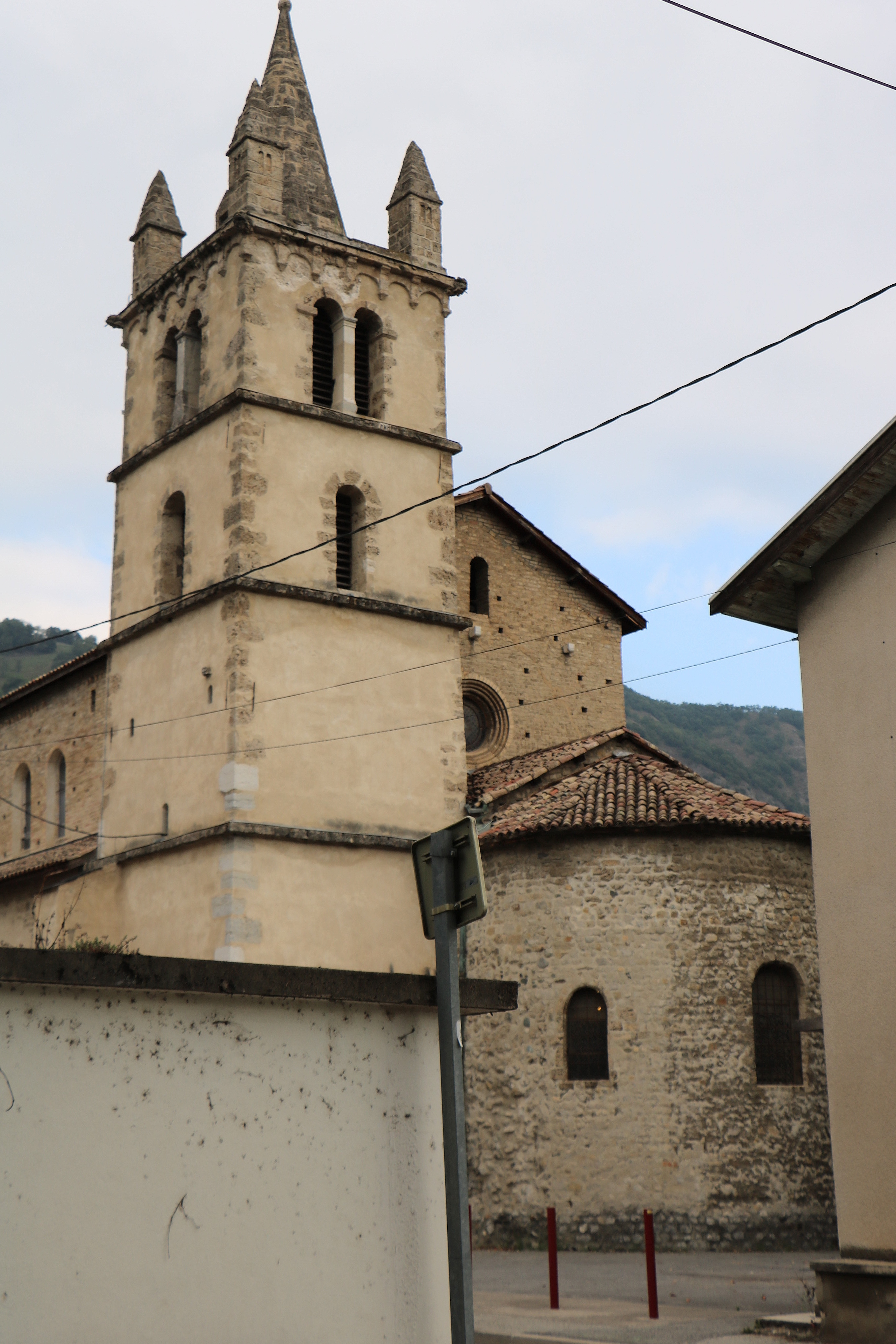
Le clocher depuis l'avenue de Rivalta.

- Une troisième cloche, bénie le 2 juin 1686, avec pour parrain et marraine le comte et la comtesse Bérenger du Gua[11].
- Une quatrième cloche, petite, fondue grâce à des objets (clochettes, chandeliers, chaudrons…) donnés par les paroissiens, bénie le 16 avril 1689 dans le jardin de la sacristie, avec pour parrain et marraine les époux Chaléon[11].   - Le clocher.
  - Contreforts sud de la nef et façade ouest du clocher avec son horloge.
  - Le clocher depuis l'avenue de Rivalta.

### Décor et mobilier

#### Mobilier liturgique
Au sein de l'église sont conservés trois chapiteaux, de type « Saint Maria de Cavour » : un utilisé en réemploi du mur extérieur de l'abside, et les deux autres provenant de la Tour du Porche, tous semblablement datés du XIe siècle (entre 1016 et 1037). S'y trouvent aussi des restes d'un sarcophage ainsi qu'un calice du XVIIe siècle classé Monument Historique en 1965. L'église abrite un harmonium, originellement situé dans le bas-côté sud.

Les différents chapiteaux conservés au sein de l'église.
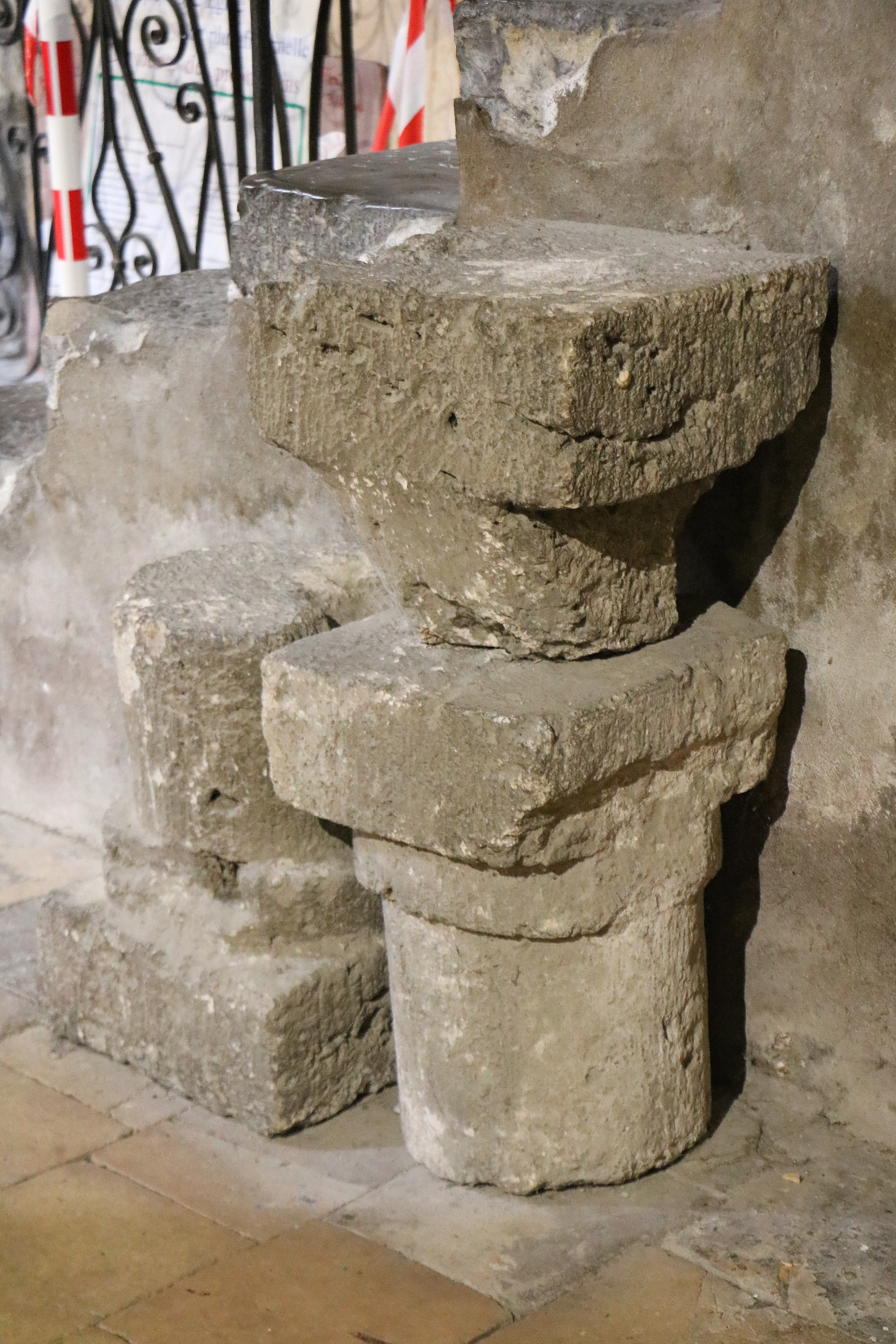
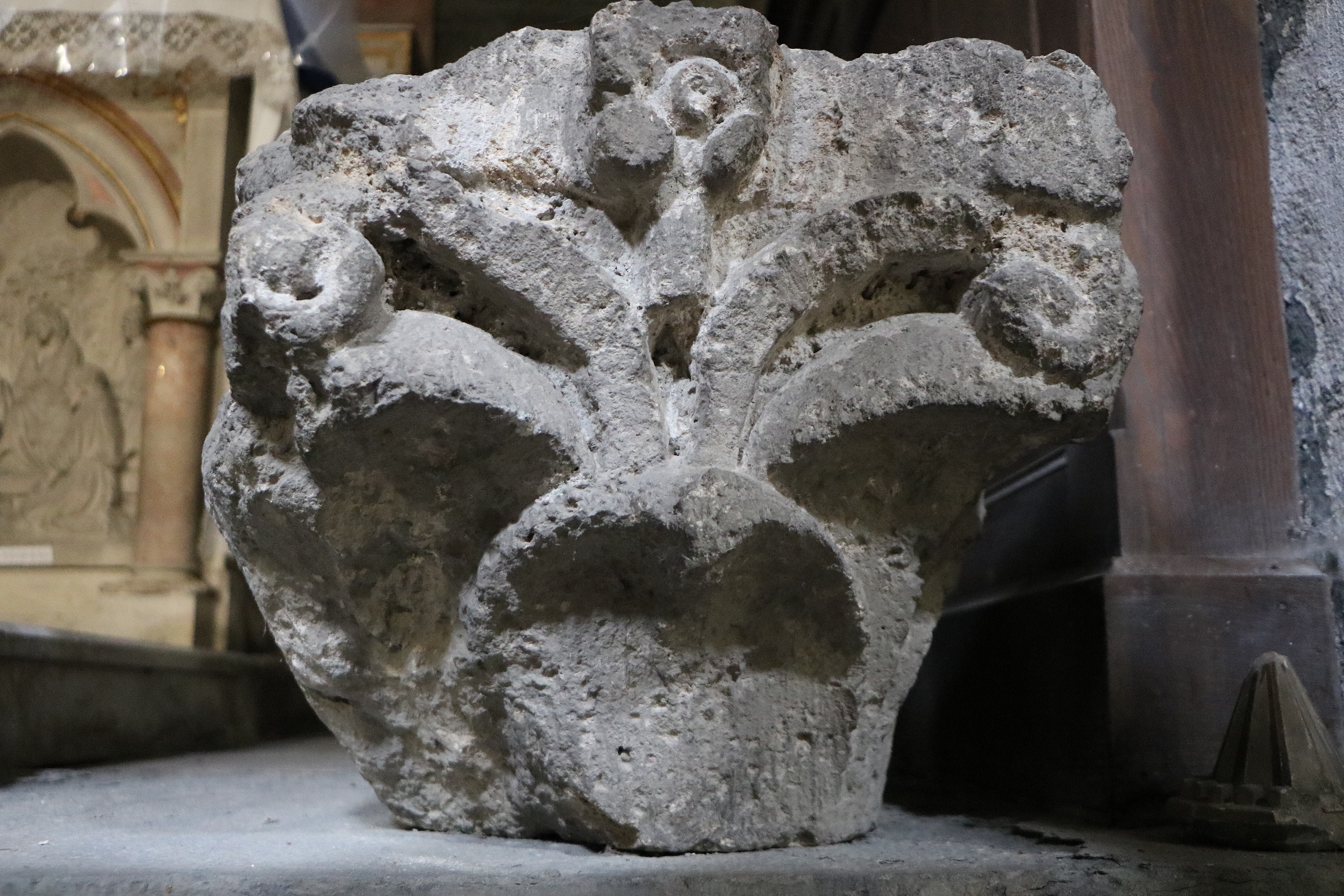
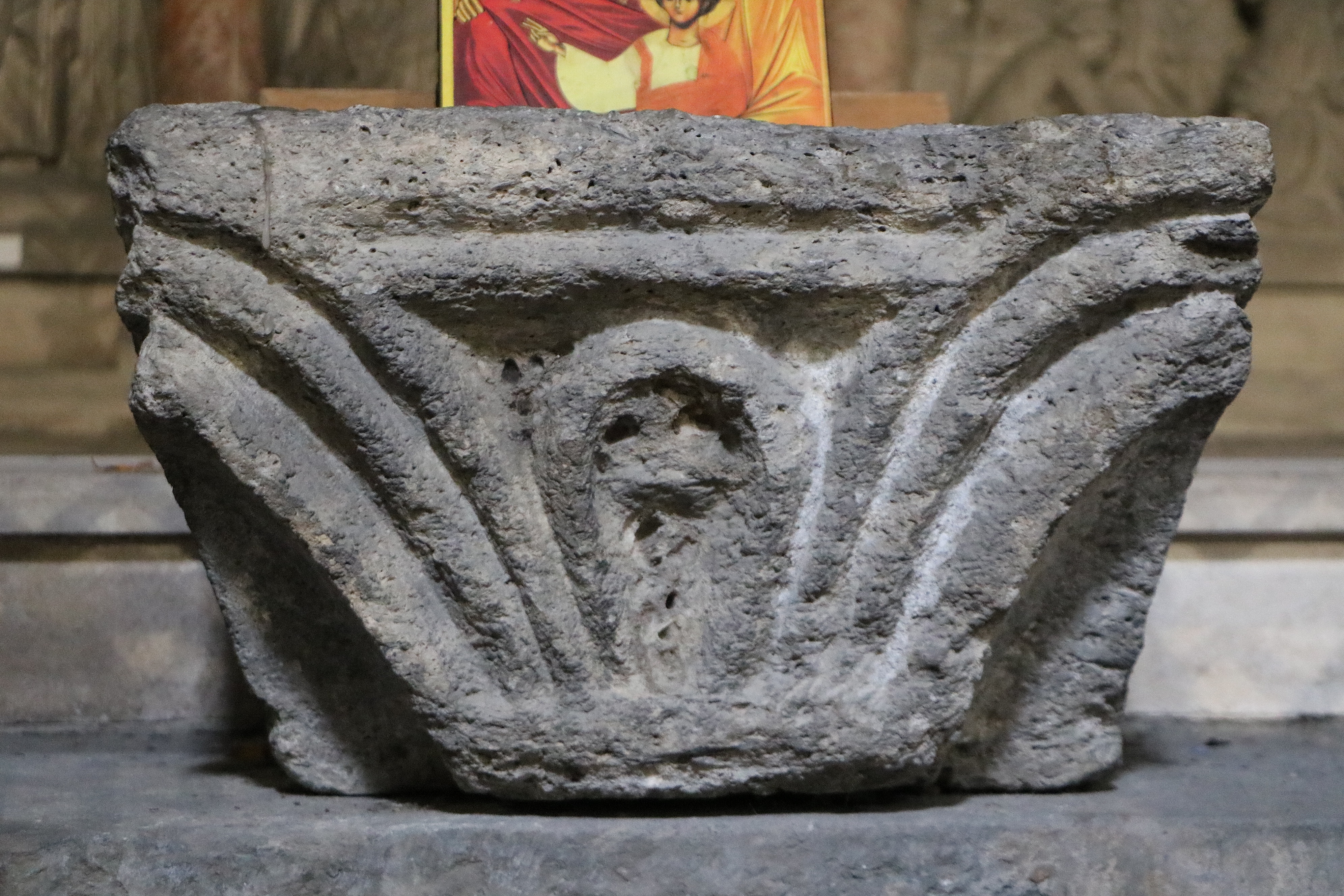
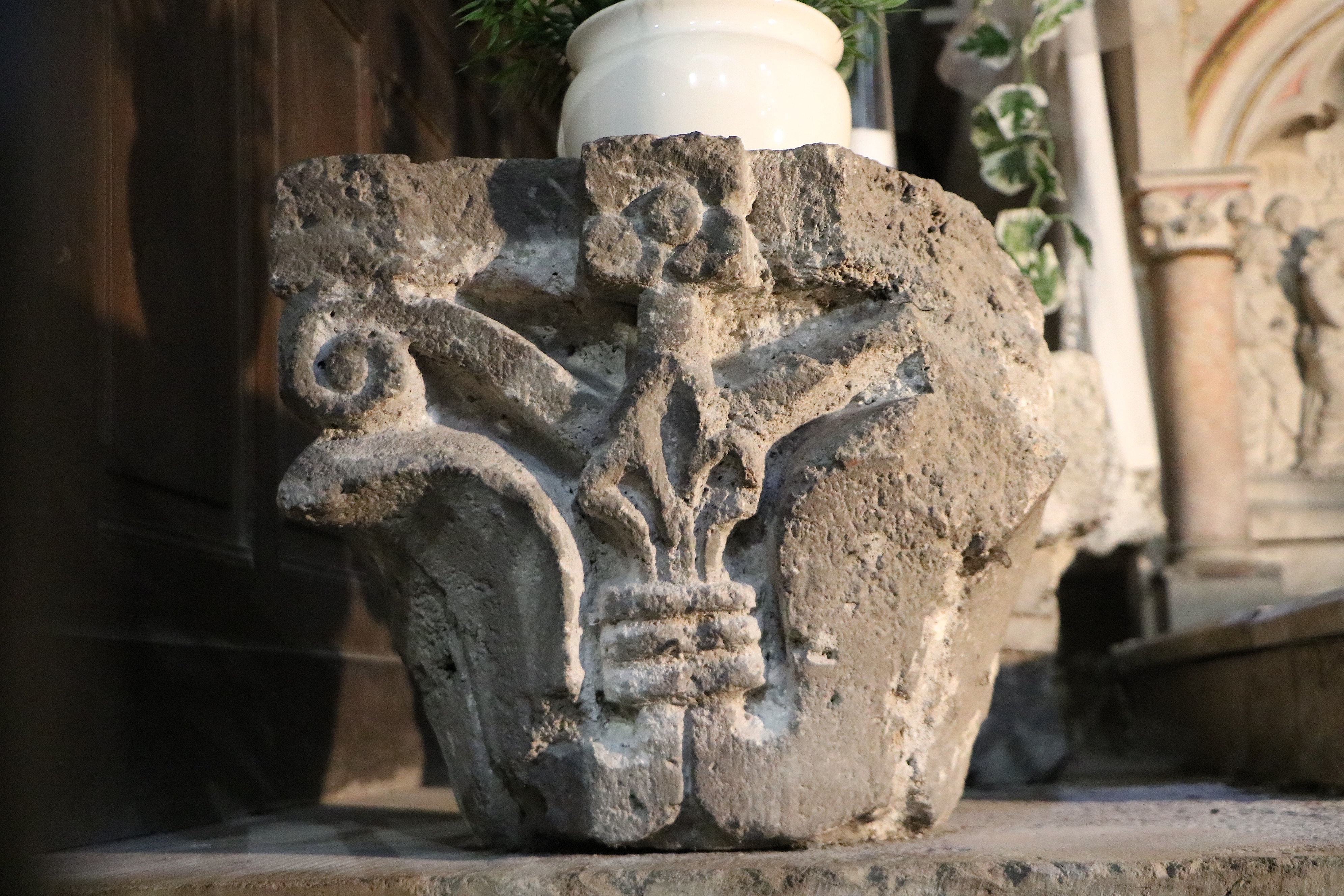
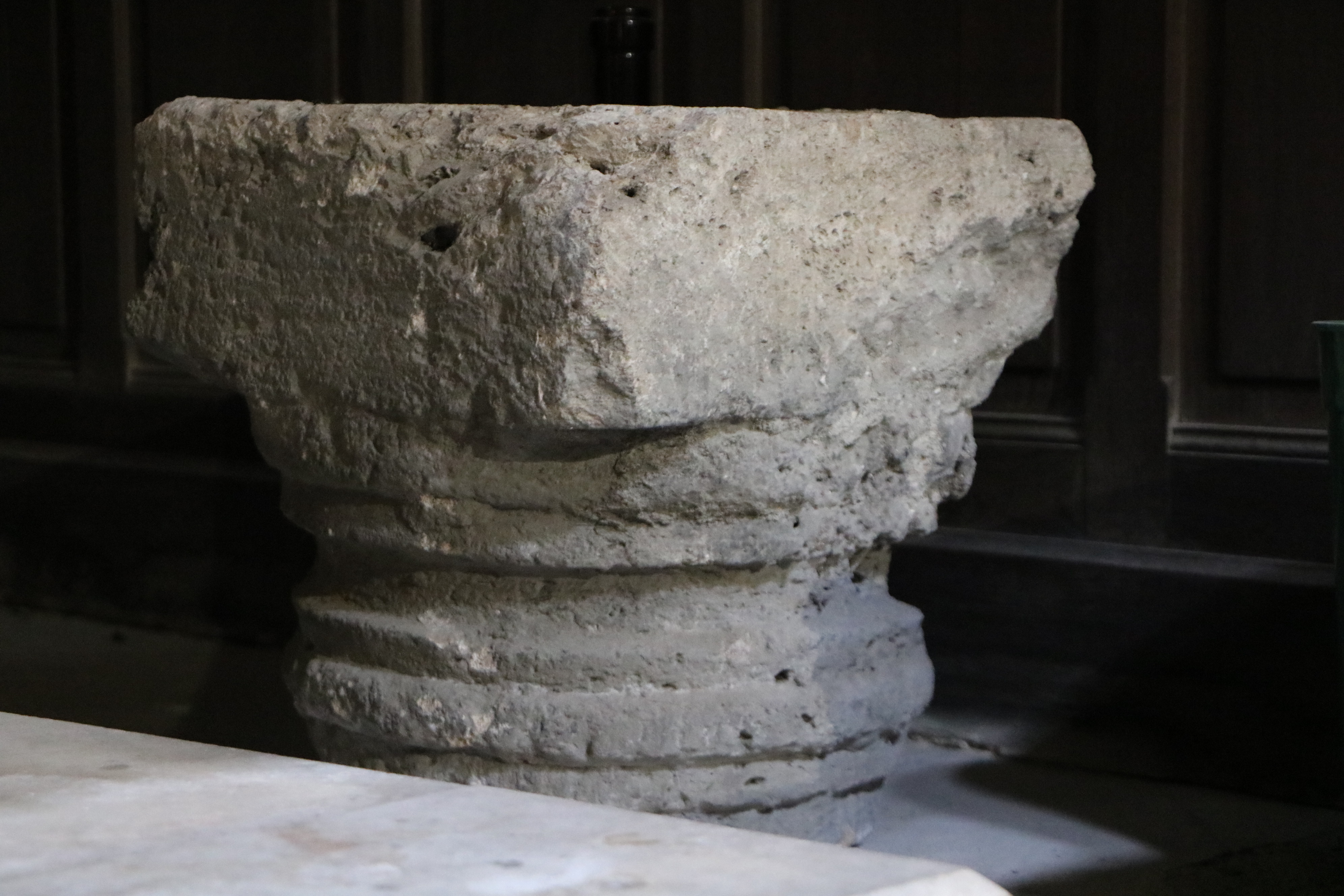
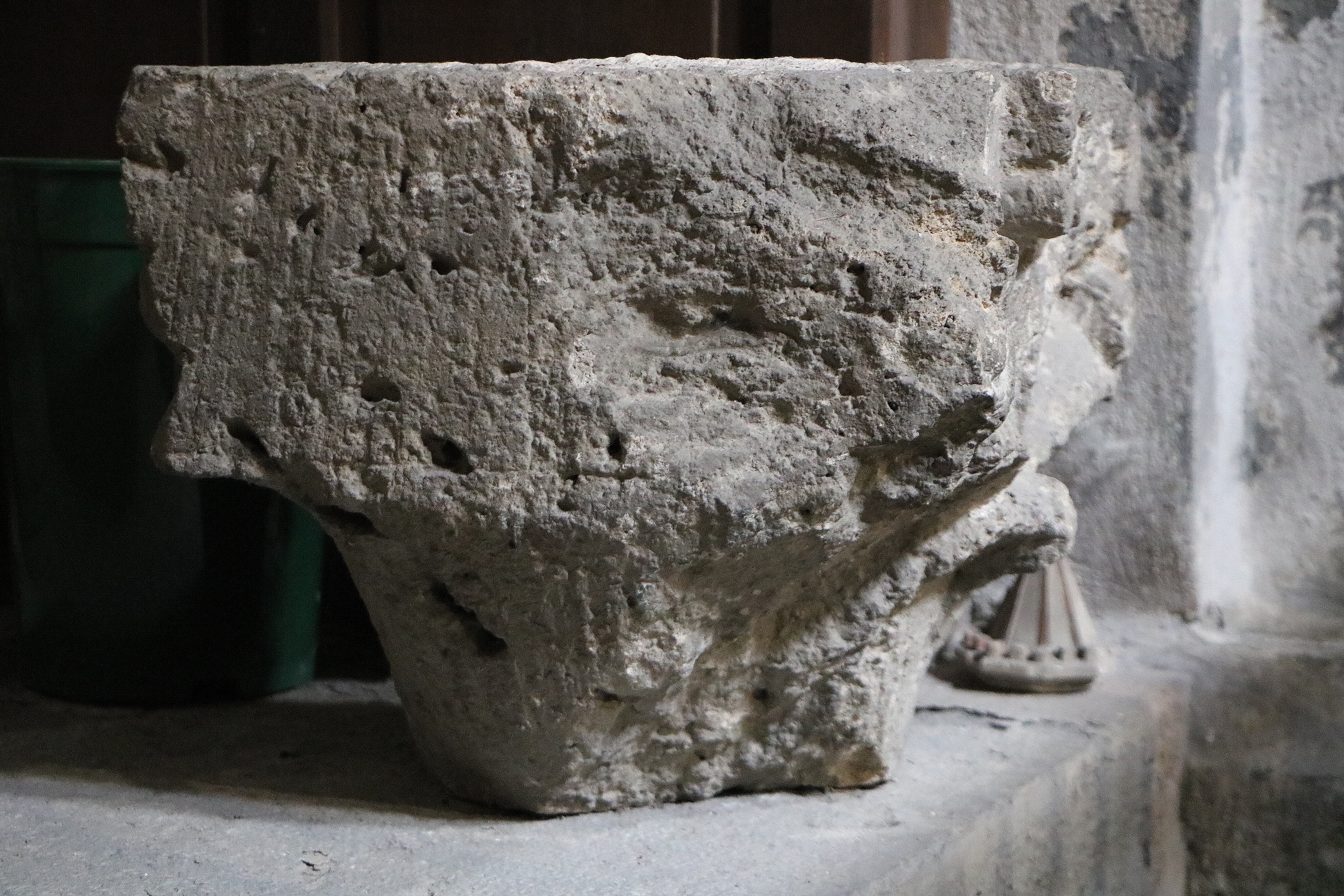

Les bénitiers et fonts baptismaux de l'église.
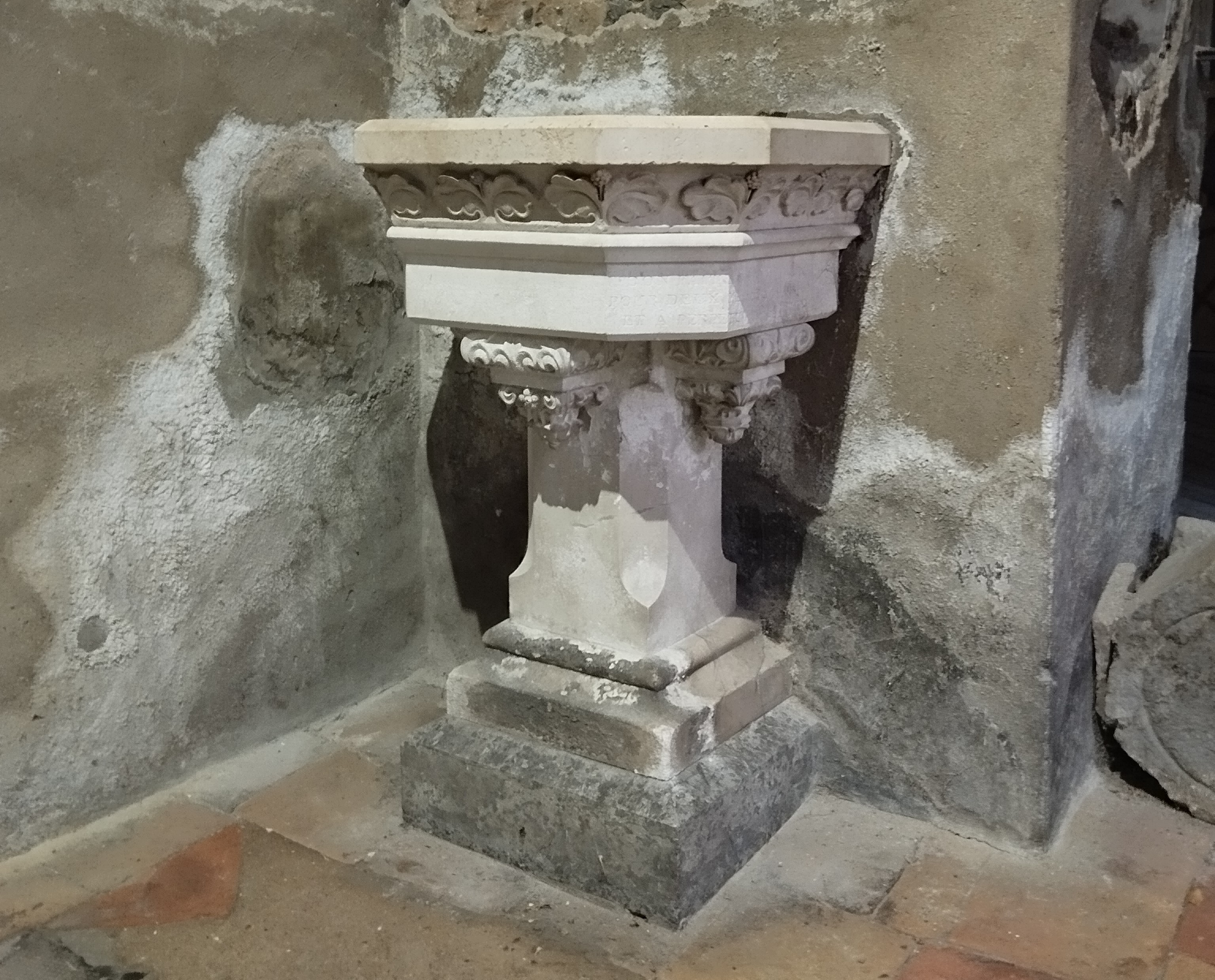
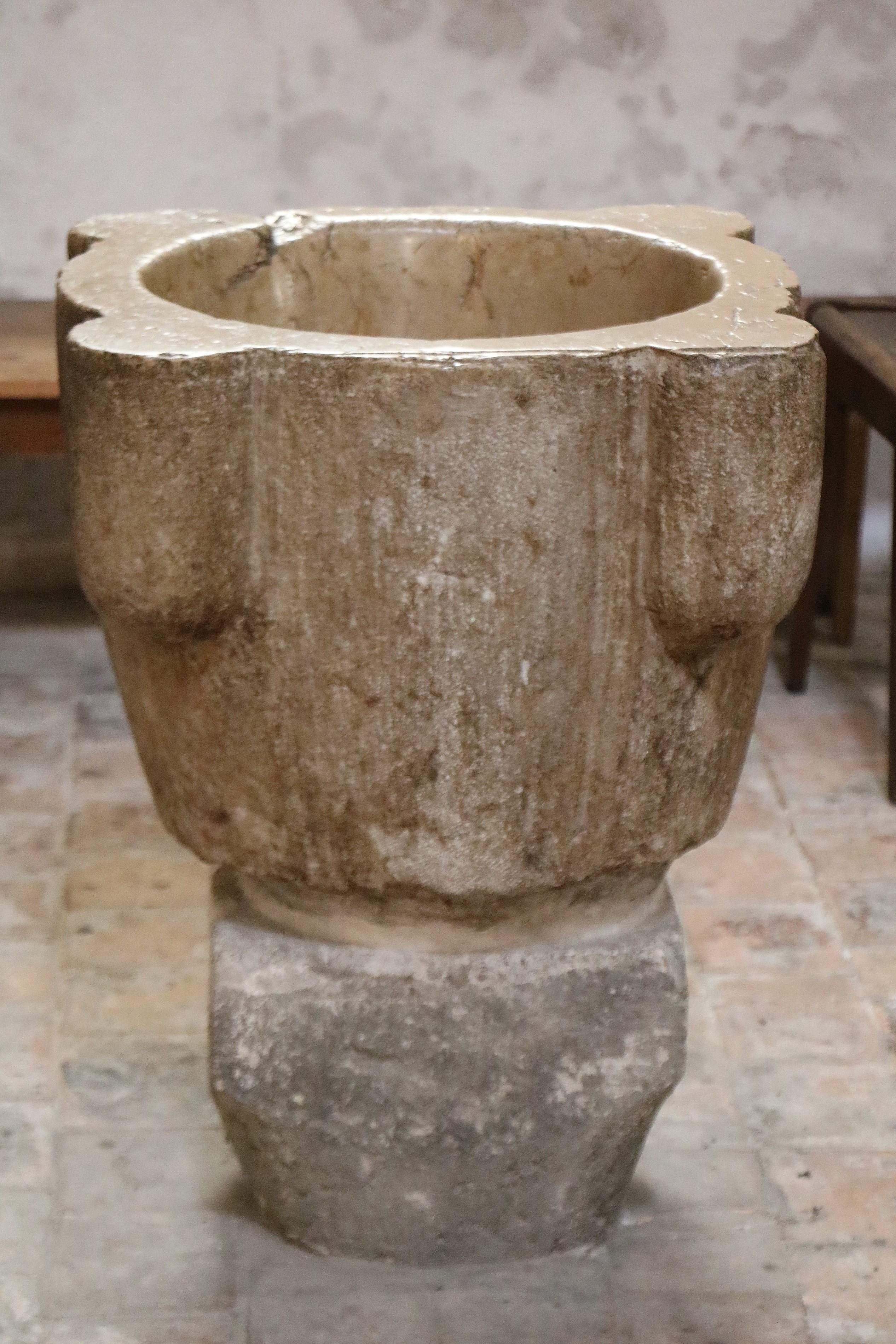
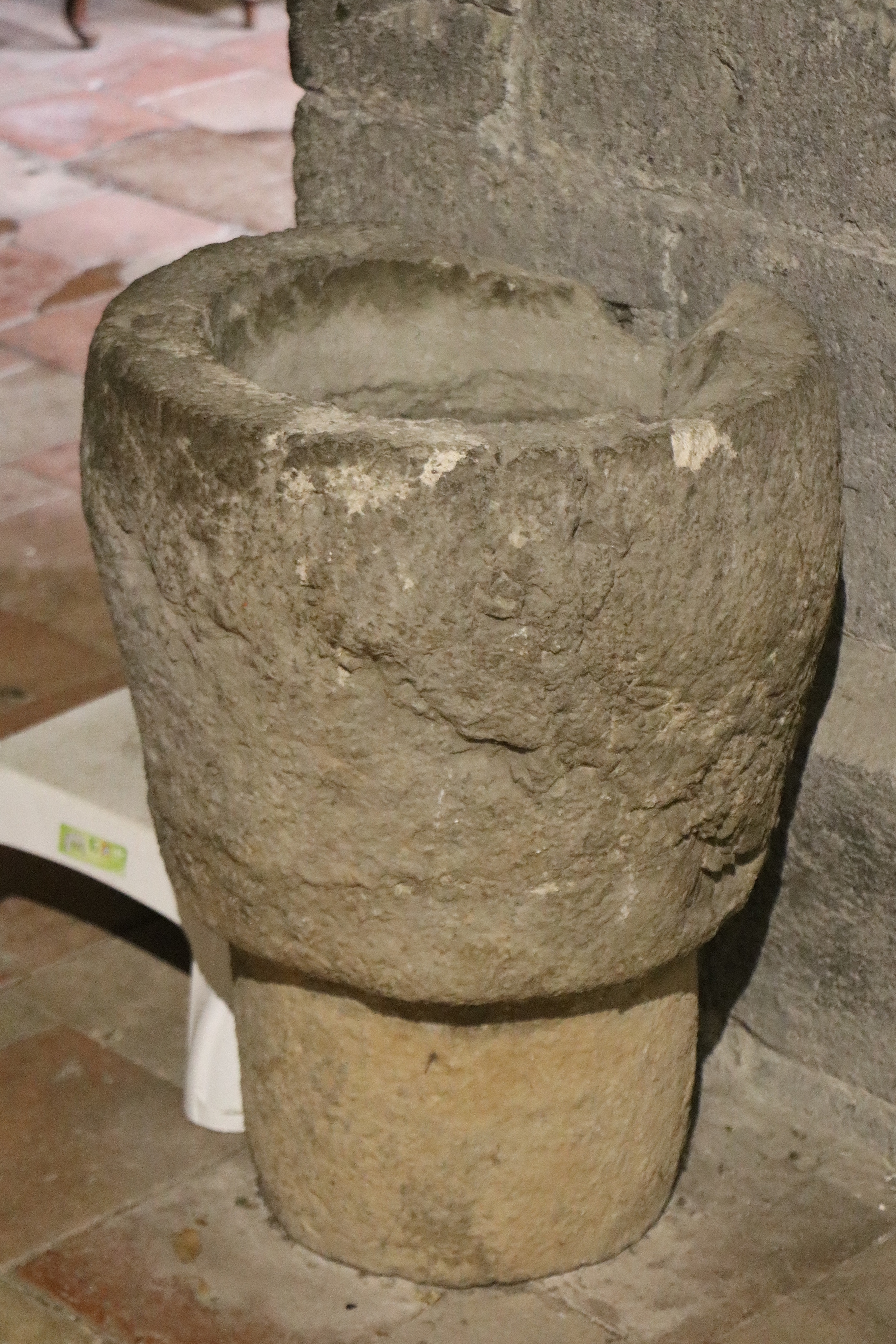

#### Inscriptions
L'église possède six inscriptions, dont cinq ont été classées entre 1911 et 1968 aux Monuments Historiques.

##### Pierre tombale

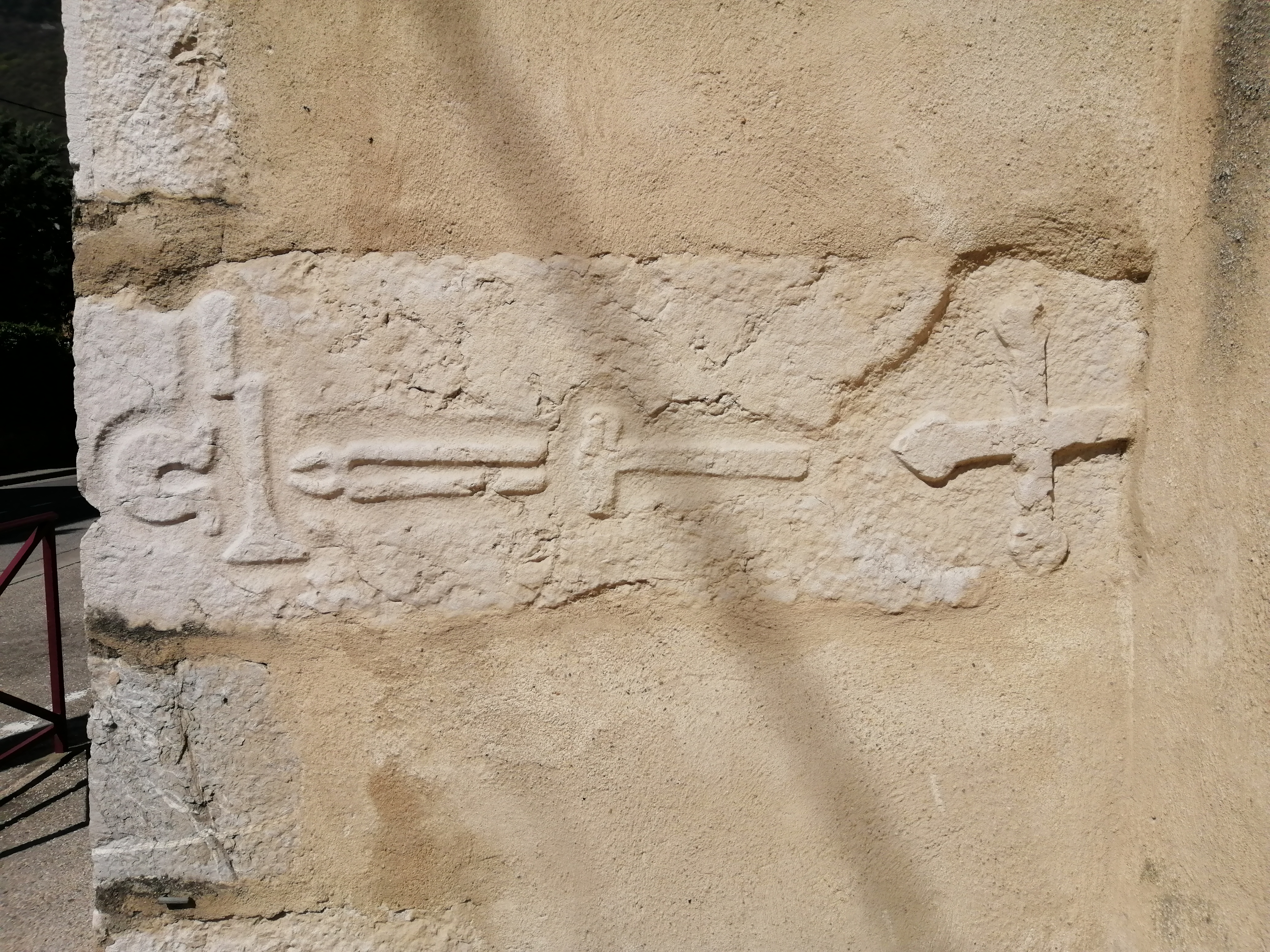
Inscription du maréchal-ferrant sur le clocher.

On retrouve tout d'abord à l'angle du clocher (sur le mur sud) l'inscription d'une pierre tombale réemployée appartenant à un maréchal-ferrant vifois. C'est une dalle de calcaire de 1,47 m de longueur sur 0,48 m de largeur possédant plusieurs motifs : un fer à cheval, des tenailles, un marteau et une poignée d'épée en forme de croix tréflée. Cette inscription semble remonter au XVe siècle.

##### Épitaphes paléochrétiennes
Les deux inscriptions paléochrétiennes découvertes par Raymond Girard durant les fouilles de l'église en 1965 prouvent l'existence d'un lieu de culte à Vif autour du Ve siècle ou VIe siècle. Les deux épitaphes ont été classées Monument Historique : la première n'est que fragmentaire, mais la seconde, complète, parle d'un prêtre nommé Valérianus mort le 9 mars 577 ou 579, assurant la présence d'un culte chrétien primitif d'une certaine importance dans la vallée de la Gresse (sans doute une église paroissiale). Elle a été classée en 1968 :

 IN HOC TVMOLVM RE QVIISCIT IN PACE BONE MEMORIAE FAMOLVS DI VALERIANVS PRBES IN SPE RESURRECXIONES MESERE CORDIAE XPI QVI VIXIT ANS LV OBIIT VII POST CONS BA SILI VC INDICTIONE DVODE CIMA.
Dans ce tombeau repose en paix le serviteur de Dieu, de bonne mémoire, Valérianus, prêtre, dans l'espoir de la résurrection par la miséricorde du Christ. Il vécut 55 ans et mourut le 7 des Ides de mars, la 37e année après le consulat de Basile, clarissime, indiction douzième.

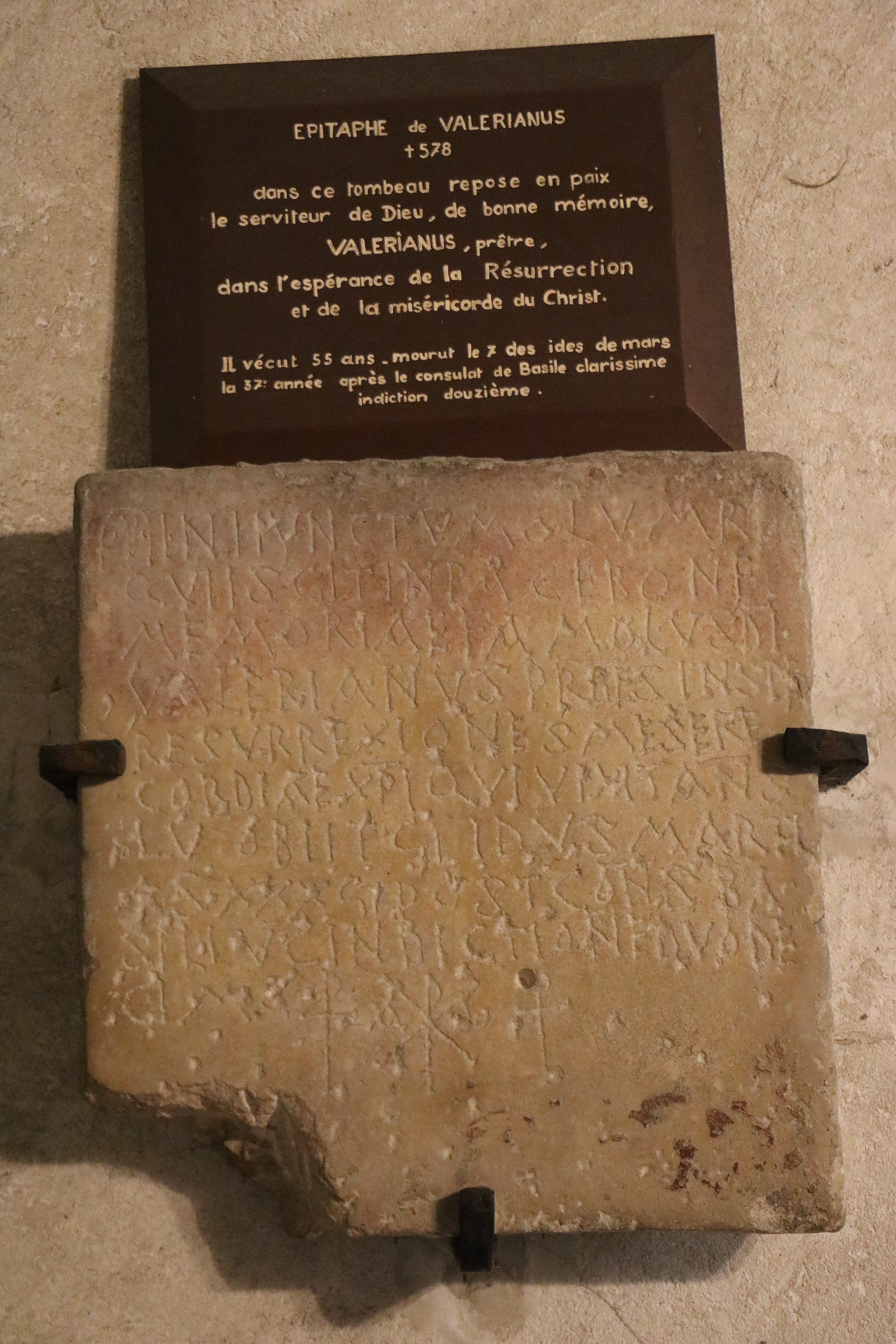
L'épitaphe dédiée à Valérianus.
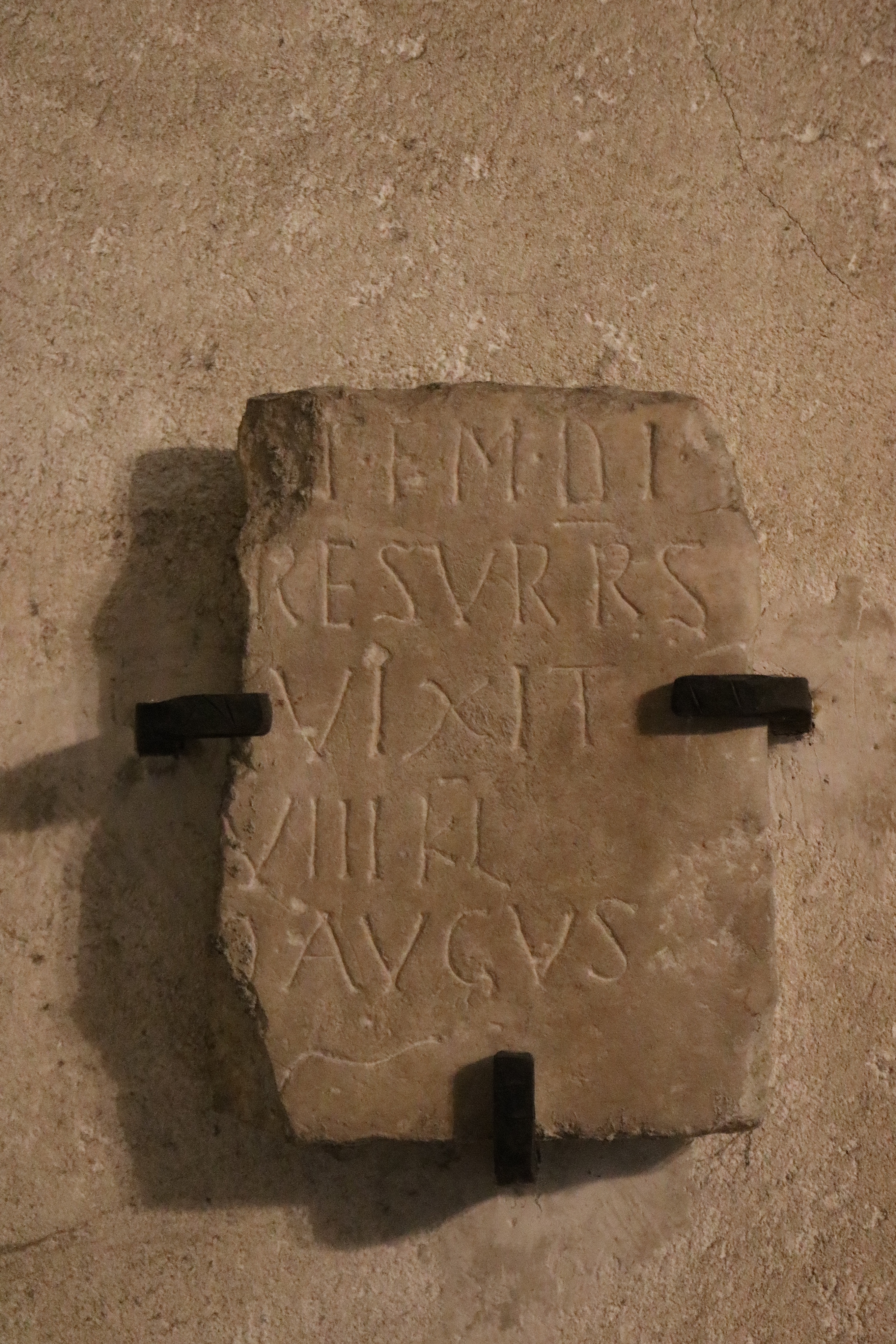
L'épitaphe partielle.

##### Inscription «aux feux éternels»

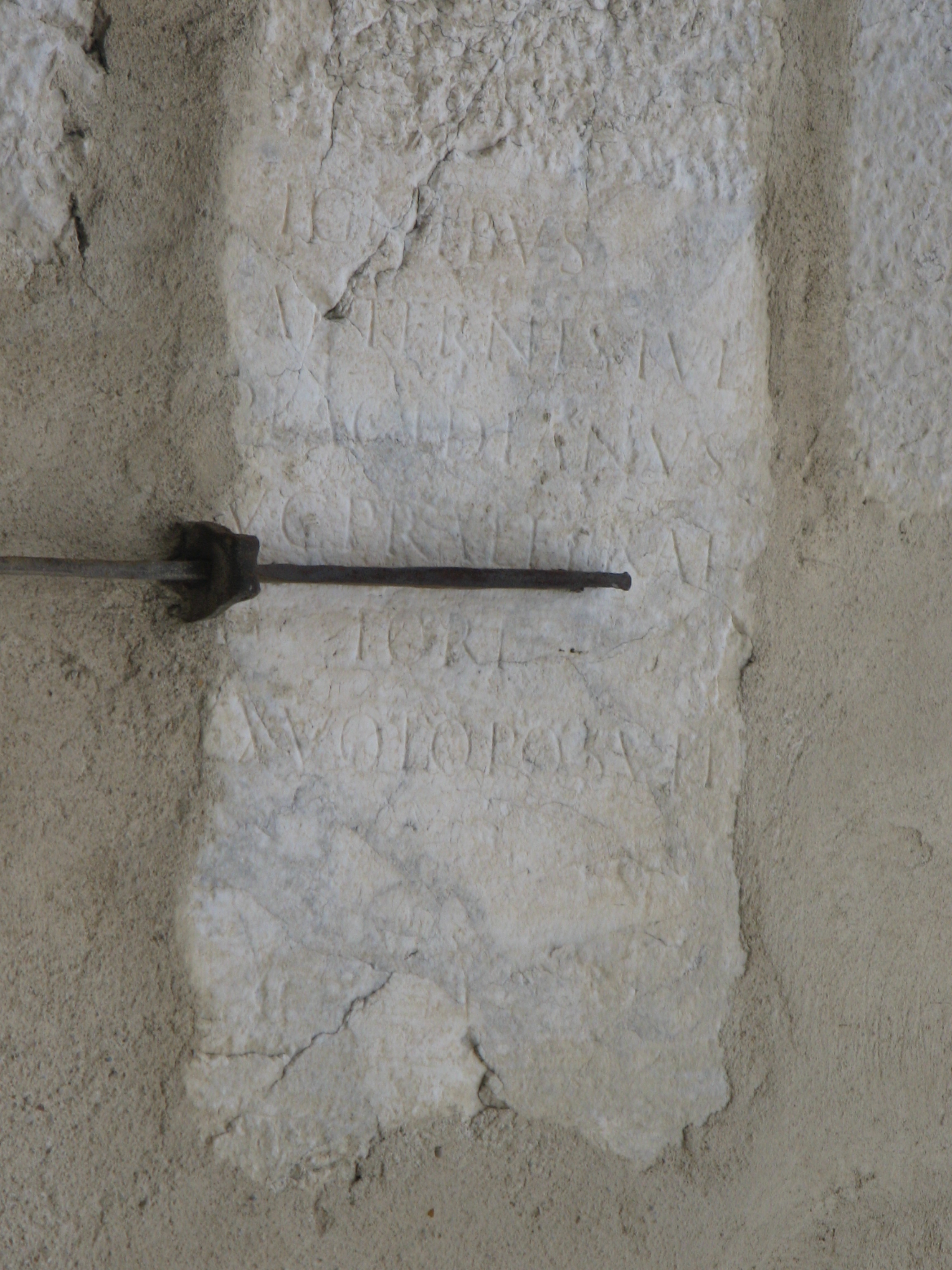
L'inscription aux feux éternels.

L'église possède une inscription dite « aux feux éternels » d'époque gallo-romaine a été classée en 1911. Elle est encastrée dans la partie supérieure du clocher, trace du passage de Iulius Placidianus dans la région entre l'an 270 et 272, :

IGNIBVS AETERNIS IVL PLACIDINAVS VC PRAEF PRAE TORI EX VOTO POSVIT.
Aux Feux Eternels, Iulius Placidianus, homme consulaire, préfet du prétoire a élevé (cet autel) à la suite d'un vœu.

Les « feux éternels » pourraient correspondre à la Fontaine Ardente située dans le village voisin, au Gua.

##### Inscription funéraire

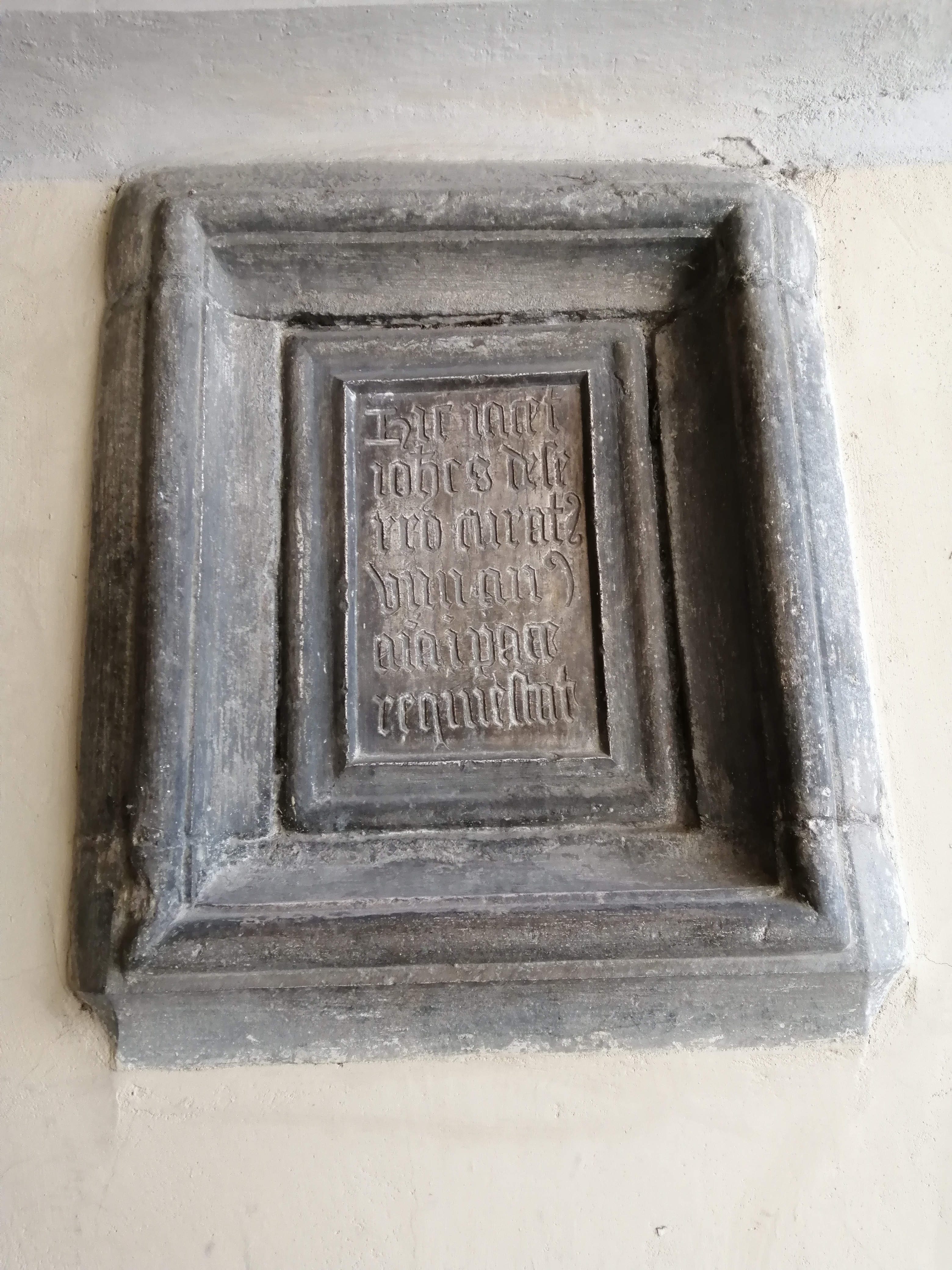
Inscription funéraire du curé Jean de Lerro.

Une inscription funéraire d'un curé de Vif du XVIe siècle, Jean de Lerro, encastrée contre le mur droit du porche, dans l'entrée de l'église, a été classée en 1911. L'épitaphe est la suivante :

HIC IACET IOHNES DE LE RVO CVDAVS VIWI CIVIS ANIMA IN PACE REQVIESCAT.
Ci-gît Jean de Lerro, curé de Vif, que son âme repose en paix.

##### Inscription commémorative
Une dernière inscription, commémorant l'érection du nouveau clocher en 1686, a été classée en 1911: 

RELIGIOSORVM ET ECCLESIASTICORVM NECNON PAVPERVM 16 BENEFICIO 86 REEDIFICATVM FVIT.
Grâce au concours des religieux, des ecclésiastiques et même des pauvres, (ce clocher) a été reconstruit en 1686.

#### Les peintures murales

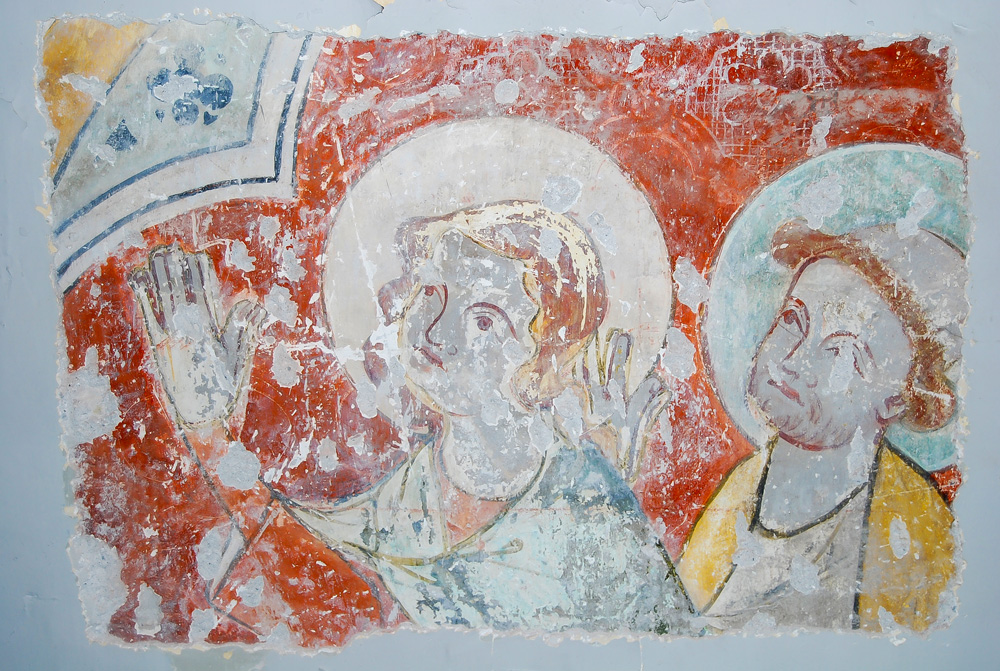
Figure de deux saints en prière au dessus de la tribune nord.

L'ensemble de peintures murales datant des XIVe et XVe siècles découvert en 2007 semble recouvrir entre 300 m2 et 500 m2 de murs situés dans la partie supérieure des collatéraux nord et sud.
Les peintures sont divisées en deux types de décors distincts et hiérarchisés :
- Représentations d'un monde céleste avec des figures saintes (anges, séraphins) et de résurrection sur les deux premières travées, adressées aux prieurs et à l'espace sacré ;
- Représentations d'un monde terrestre sur les quatre dernières travées, adressées aux profanes et laïcs.

Ces deux décors différents marquent deux campagnes d'exécution différentes, à quelques années près : la première, utilisant un type de composition employé depuis le XIe siècle, puis la scène de résurrection qui témoigne d'un changement d'époque. La figure des deux saints en prière, quant à elle, plus raffinée et plus détaillée, semble témoigner d'une réalisation plus tardive, sans doute du début du XVe siècle.

Aujourd'hui, le peu d'éléments de ces peintures qui ont encore été exhumés représentent, entre autres, des visages de saints sur un fond de couleur rouge vermillon, une scène de résurrection, un dragon… Le tout donnerait une nouvelle perspective des peintures médiévales. À ces peintures murales s'ajoute la présence de têtes sculptées sur la partie haute des tribunes, datant semblablement de l'époque romane.

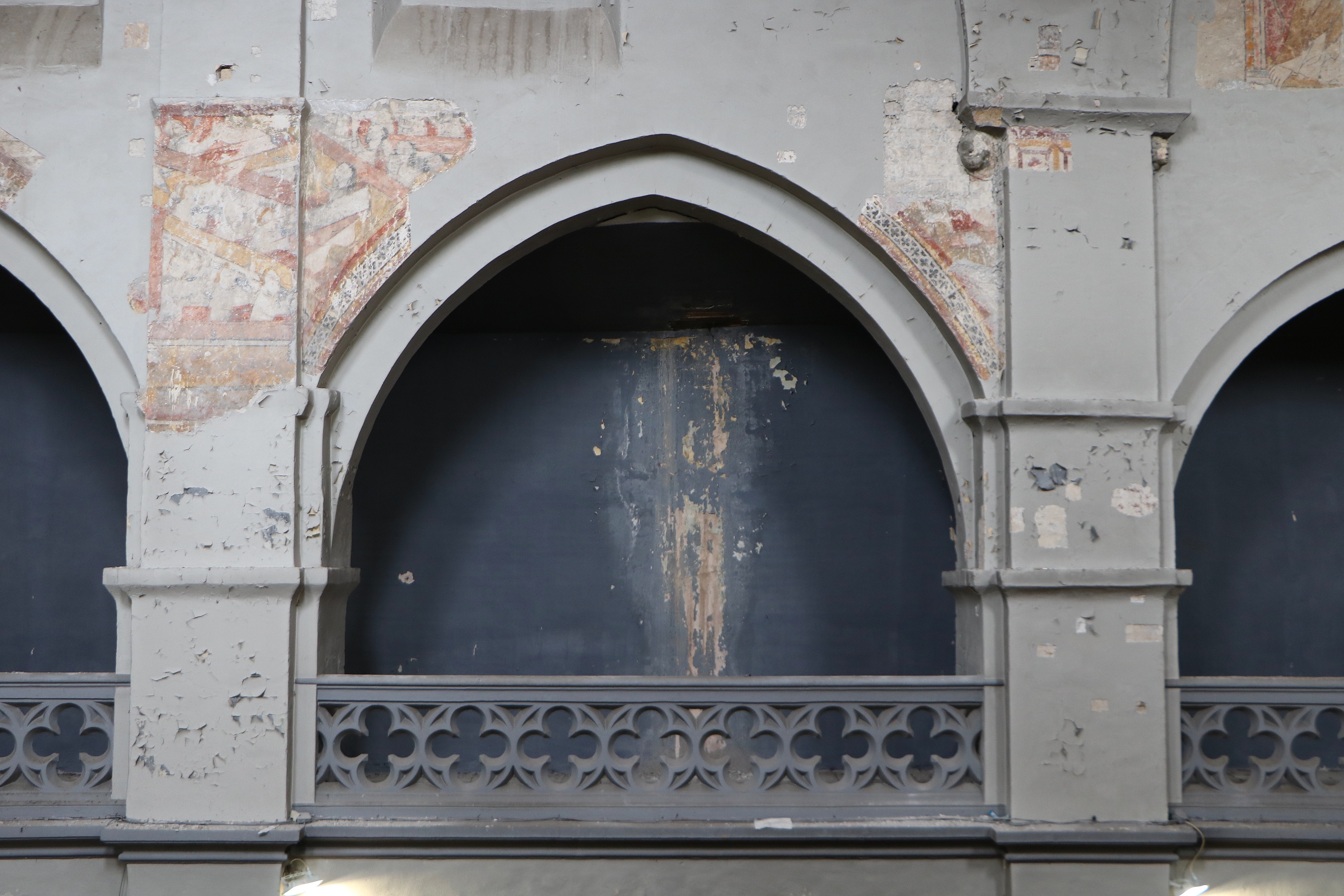
Peintures murales et têtes sculptées au-dessus du collatéral nord.
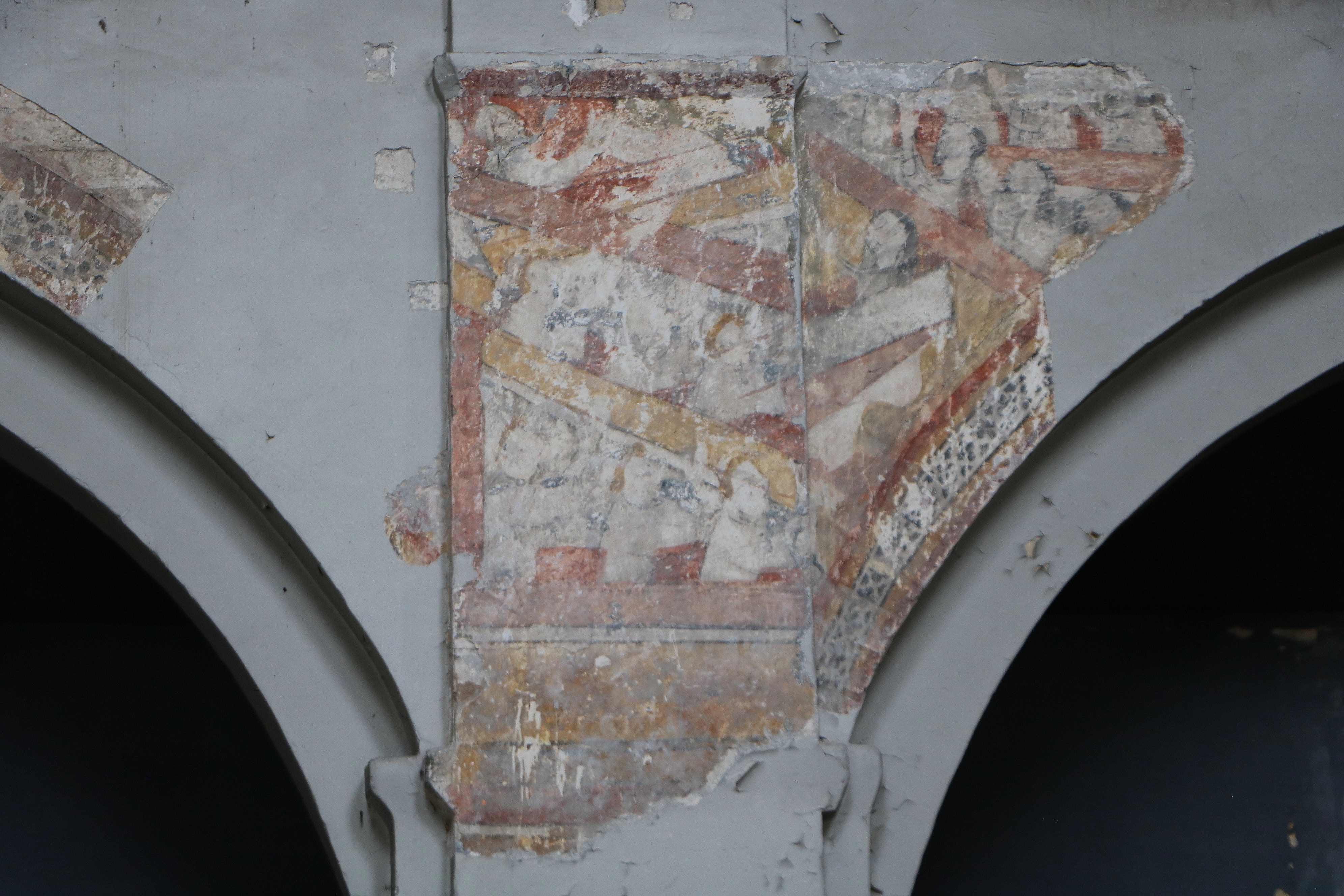
Détail sur la partie nord.
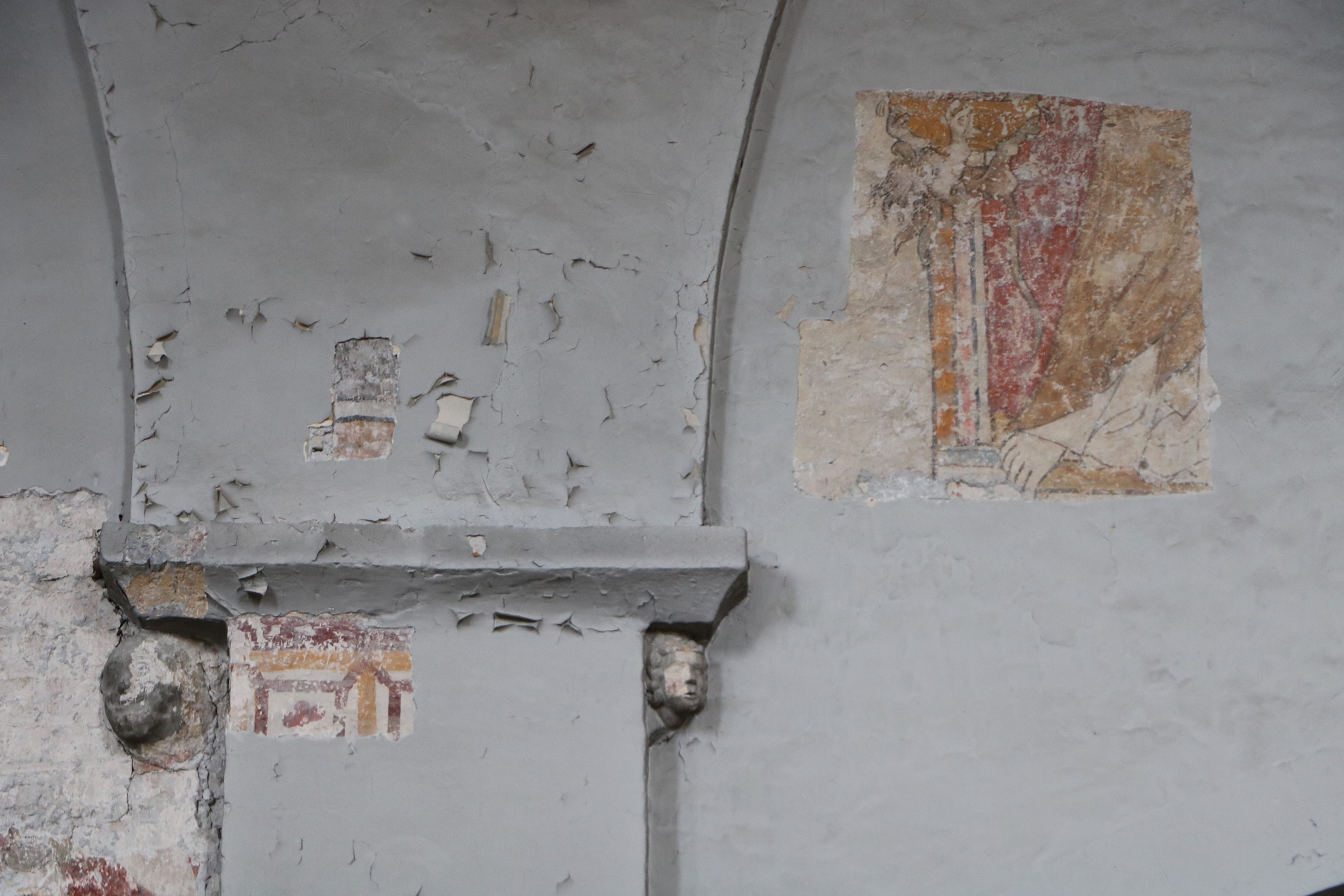
Détail sur la partie nord.
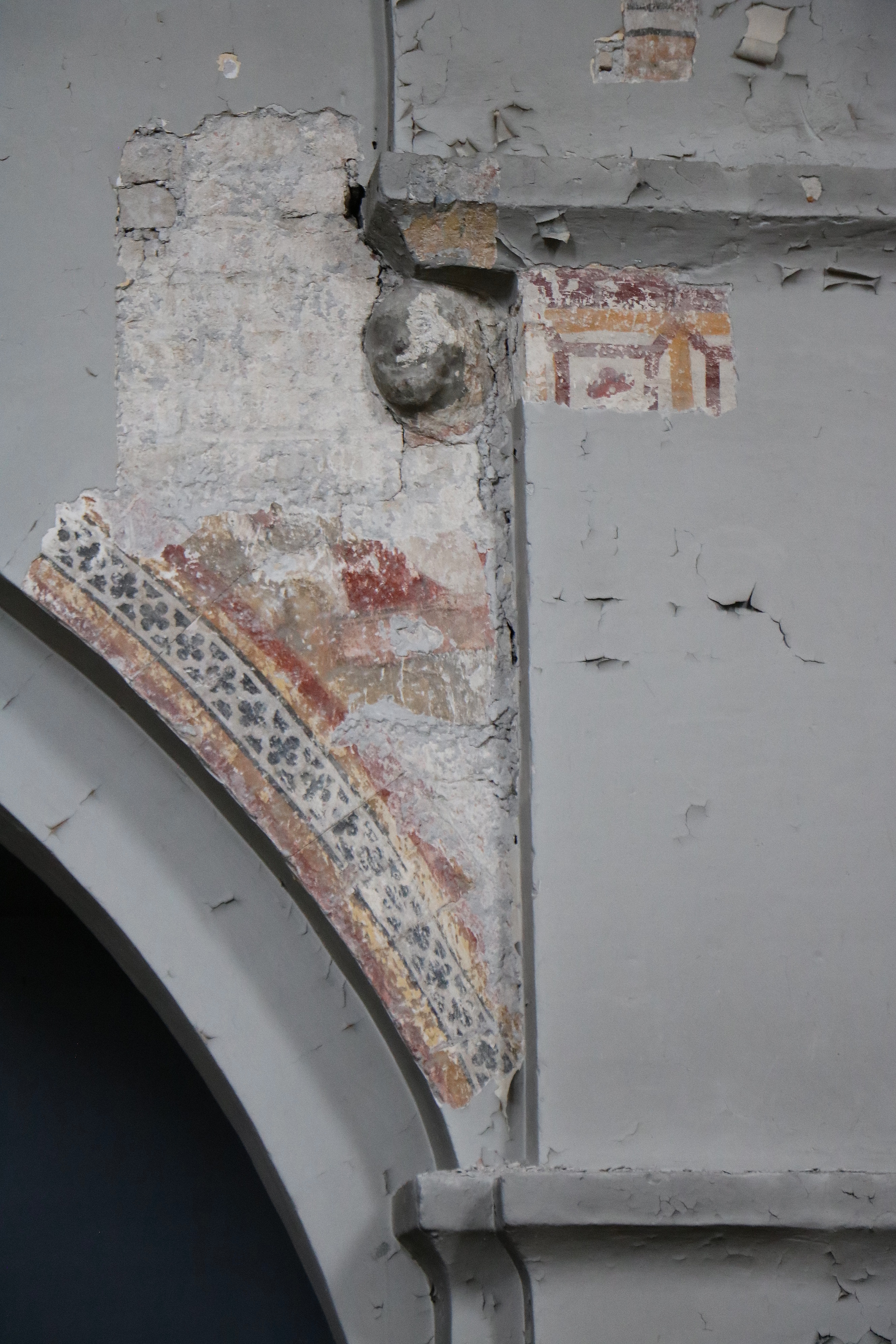
Détail sur la partie nord.
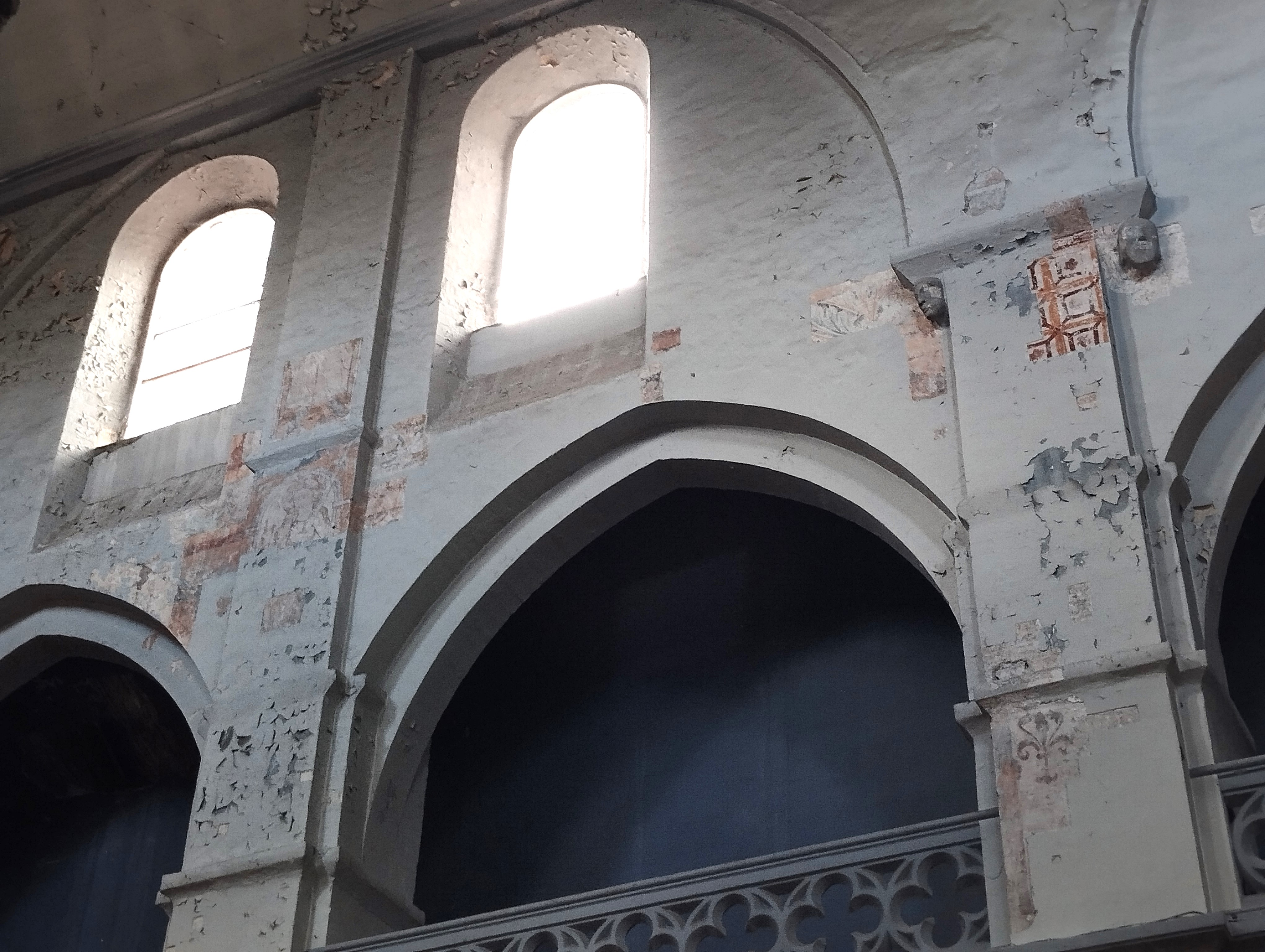
Peintures murales et têtes sculptées au-dessus du collatéral sud
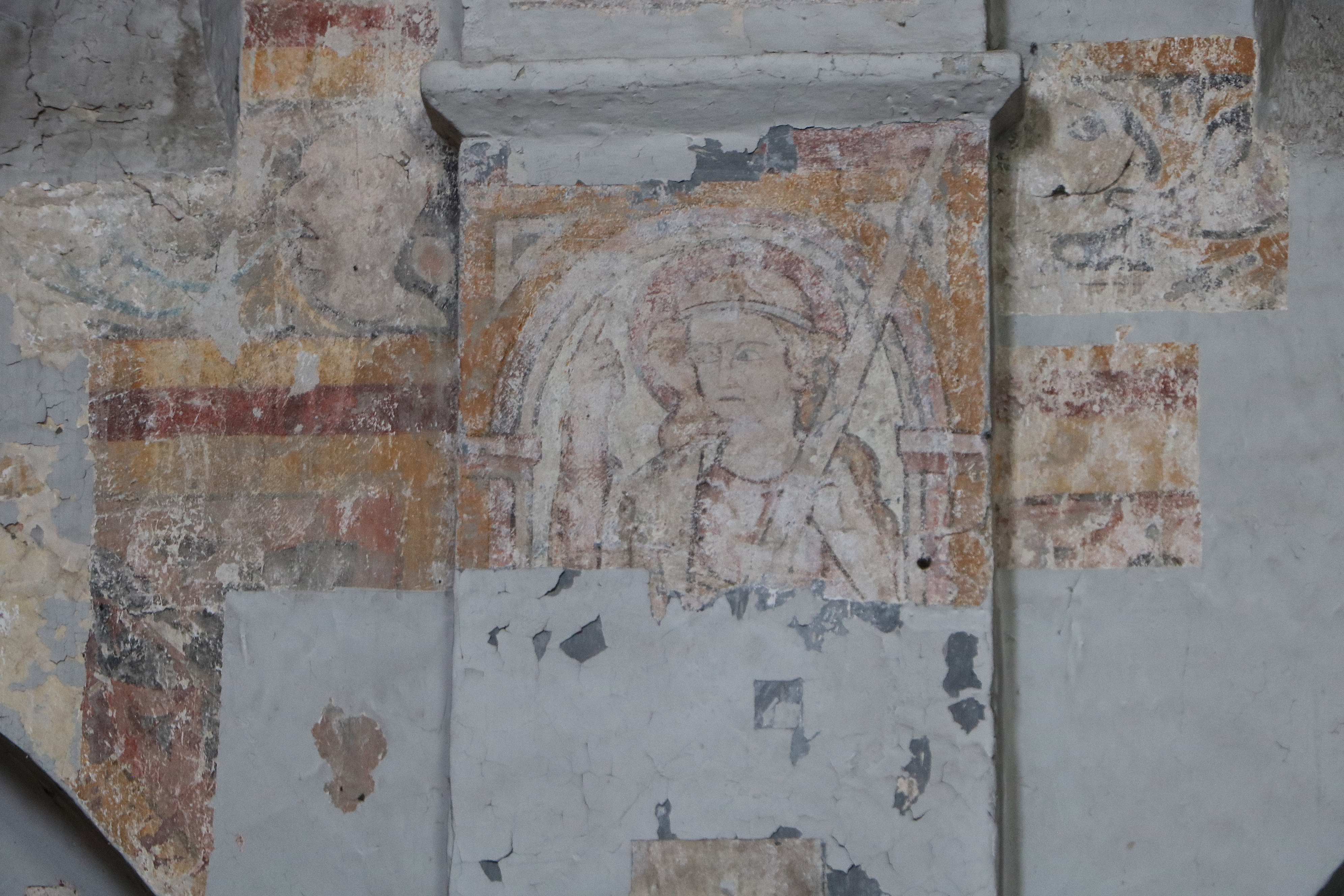
Détail sur la partie sud.
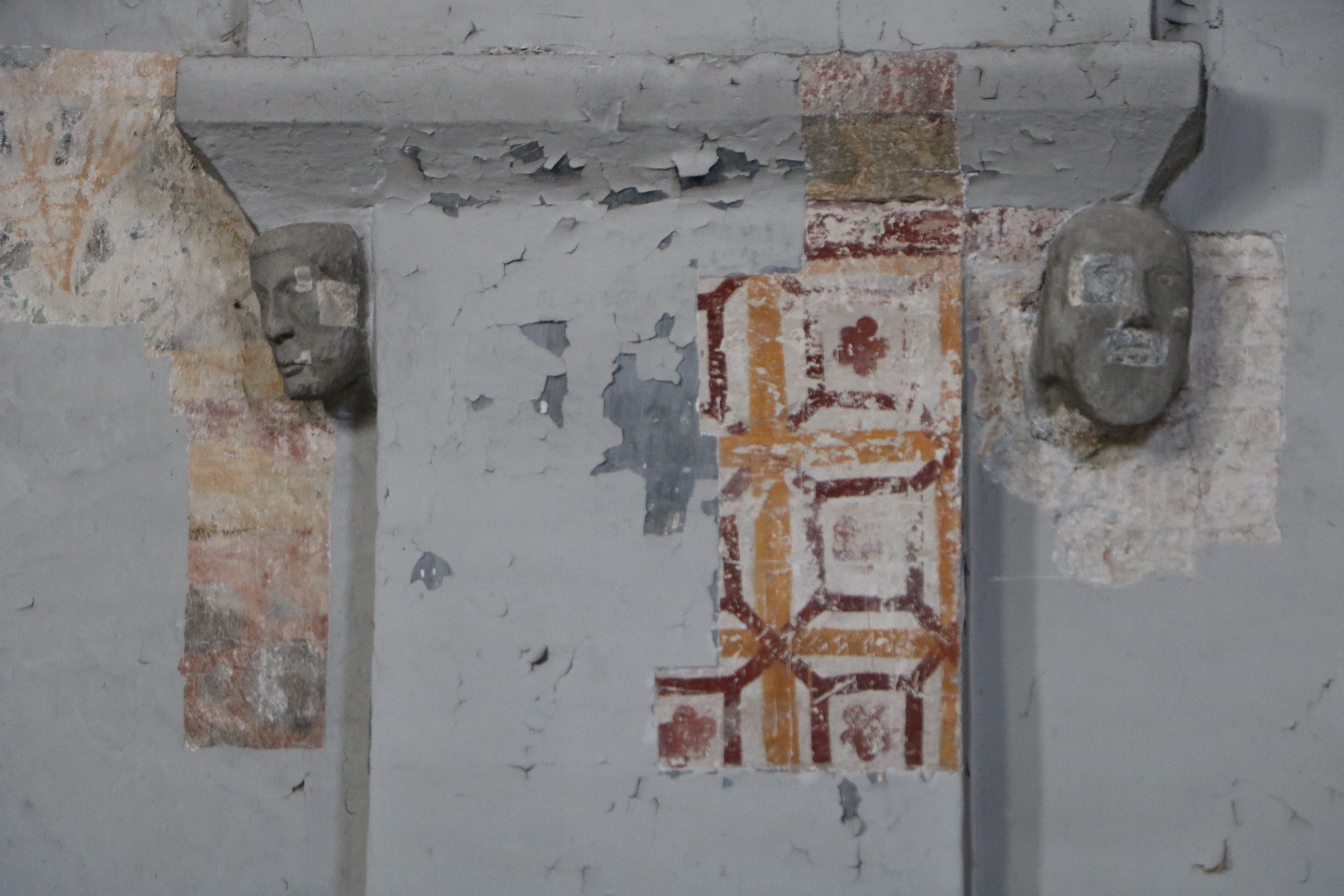
Détail sur la partie sud.

## Personnalités liées à l'église
- François de Bocsozel (1681-1740), qui fut prieur de Vif. Il est inhumé dans le chœur de l'église.
- Charles de Lionne (1616-1701), qui fut prieur en 1681[4].
- L'ecclésiastique Claude-Mathias-Joseph de Barral (1714-1803), qui fut prieur commandataire de Vif de 1739 à 1773[11].
- Le juriste Claude Sébastien Bourguignon-Dumolard (1760-1829), qui fut baptisé à Saint-Jean-Baptiste.
- Les enfants juifs Robert et Gérald Finaly, qui y furent baptisé.

## Les églises disparues de la commune
La donation de Léotgarde du 4 août 1030 faite à l'abbaye Saint-Chaffre en Velay nomma, en plus de l'église Saint-Jean-Baptiste, trois autres églises situées sur le territoire de Vif et aujourd'hui presque totalement disparues, :
- L'église Sainte-Marie, première citée dans la donation, située dans le bourg de Vif et citée dans trois cartulaires de saint Hugues (vers 1100). Elle exista peut-être jusqu'en 1179, date d'un privilège du pape Alexandre iii mentionnant les « ecclésias de Vivo (Vif) »[33].
- L'église Saint-Étienne, dont le patronage datant environ du Ve siècle permet de supposer une fondation remontant à l'époque du royaume Burgonde[33]. Si on ignore tout de sa localisation, on sait qu'elle a vraisemblablement disparu avant la fin du XIe siècle puisque que le cartulaire de Saint Hugues n'en fait pas mention. La donation laisse entendre qu'en 1030 cette église était déjà désaffectée ; les abandonnataires des biens de Vif ont certainement dû supprimer l'église Saint-Étienne à cause de divers problèmes matériels dont celui de pérennité de l'église paroissiale principale, Saint-Jean-Baptiste[33].
- L'église Notre-Dame de Bréga, supposément située sur le Grand Brion[33].

Le cartulaire de saint Hugues mentionne aussi dès la fin du XIe siècle une quatrième église : l'église Saint-Michel et Saint-Loup d'Uriol, considérée comme la chapelle du château d'Uriol. Elle est supprimée et vendue comme bien national en 1792.